# A Google Utcakép idővonala
A Google Utcakép vagy más néven Google Utcanézet (angolul: Google Street View) a Google, azon belül is a Google Térkép és a Google Föld azon szolgáltatása, melynek segítségével virtuálisan bejárhatunk különböző helyeket. A szolgáltatás 2007. május 25-én indult az Egyesült Államokban.
Az alábbi lista azokat a helyeket tartalmazza, ahol elérhető az utcakép:

## 2007-es frissítések
| Hozzáadás dátuma   | Hely(ek) |
| ------------------ | --- |
| 2007. május 25.    | Denver, Las Vegas, Miami, New York, San Francisco                                                            |
| 2007. augusztus 7. | Houston, Los Angeles, Orlando, San Diego                                                                     |
| 2007. október 9.   | Chicago, Philadelphia, Phoenix, Pittsburgh, Portland, Tucson                                                 |
| 2007. december 11. | Boston, Dallas, Detroit, Fort Worth, Hartford, Indianapolis, Minneapolis, Plainfield, Providence, Saint Paul |

## 2008-as frissítések
| Hozzáadás dátuma   | Hely(ek) |
| ------------------ | --- |
| 2008. február 12.  | Albany, Boise, Chapel Hill, Durham, Juneau, Kansas City, Manchester, Milwaukee, Raleigh, Salt Lake City, San Antonio, Schenectady |
| 2008. március 27.  | Albuquerque, Anchorage, Austin, Cleveland, Fairbanks, Little Rock, Madison, Nashville, Richmond, Rockford, Spokane, St. Petersburg, Tampa, Yosemite Nemzeti Park, bővített lefedettség Denverben, Houstonban, Las Vegasban, Los Angelesben, a San Francisco Bay Areában és Pittsburghben |
| 2008. május 12.    | Frissített felvételek Manhattanben |
| 2008. június 10.   | Ann Arbor, Atlanta, Bakersfield, Boca Raton, Buffalo, Cape Coral, Charlotte, Cincinnati, Columbia, Columbus, Dayton, Fort Lauderdale, Fresno, Greenville, Huntsville, Jackson, Jacksonville, Knoxville, Lexington, Lincoln, Louisville, Newark, Oklahoma City, Reno, Rochester, Sacramento, Sarasota, Springfield, St. Louis, Stockton, Syracuse, Toledo, Topeka, Tulsa, Virginia Beach, West Palm Beach, Winston-Salem, Florida Keys, Tahoe-tó, Death Valley Nemzeti Park, Everglades Nemzeti Park, Joshua Tree Nemzeti Park, Lassen Vulkáni Nemzeti Park, Rocky Mountain Nemzeti Park, Sequoia Nemzeti Park, Yellowstone Nemzeti Park, frissített felvételek Boise-ban, Bostonban, Kansas Cityben, Miamiban, Nashvilleben, New Yorkban, Orlandóban, Philadelphiában, Phoenixben, Portlandben, Richmondban, San Diegóban, San Franciscóban, Tampában és Tucsonban |
| 2008. július 4.    | 2008-as Tour de France-útvonal: Aigurande, Alpe d’Huez, Auray, Aurillac, Bagnères-de-Bigorre, Brest, Brioude, Cérilly, Châteauroux, Cholet, Digne-les-Bains, Embrun, Étampes, Figeac, Foix, Hautacam, Jausiers, Lannemezan, Lavelanet, Le Bourg-d’Oisans, Montluçon, Nantes, Narbonne, Nîmes, Párizs (Champs-Élysées), Pau, Plumelec, Roanne, Saint-Amand-Montrond, Saint-Brieuc, Saint-Étienne, Saint-Malo, Super Besse, Toulouse Cuneo, Prato Nevoso |
| 2008. augusztus 4. | Abilene, Amarillo, Augusta, Baton Rouge, Billings, Brownsville, Chattanooga, Colorado Springs, Columbus, Corpus Christi, El Paso, Eureka, Fayetteville, Kileen, Lancaster, Laredo, Lubbock, Midland, Mobile, New Orleans, Odessa, Palmdale, Savannah, Shreveport, Victorville, Waco, Wichita Adelaide, Albany, Alice Springs, Brisbane, Broken Hill, Broome, Cairns, Canberra, Geraldton, Hobart, Karratha, Melbourne, Mount Isa, Perth, Rockhampton, Sydney, Tamworth, Wagga Wagga Csiba, Hakodate, Jokohama, Kiotó, Kóbe, Nara, Oszaka, Szaitama, Szapporo, Szendai, Tokió |
| 2008. október 15.  | Lille, Lyon, Marseille, Nizza, Párizs, Toulouse |
| 2008. október 28.  | Barcelona, Madrid, Sevilla, Valencia |
| 2008. október 30.  | Firenze, Milánó, Róma, Comói-tó környéke (Bellagio, Bellano, Cernobbio, Como, Lecco, Malgrate, Varenna) |
| 2008. november 4.  | Baltimore, Seattle, Washington |
| 2008. december 1.  | Auckland, Christchurch, Dunedin, Hamilton, Hastings, Napier, Queenstown, Tauranga, Wellington |
| 2008. december 9.  | Birmingham, Charleston (Dél-Karolina), Charleston (Nyugat-Virginia), Fargo, Huntington, Memphis, Portland, Sioux Falls Bővített lefedettség Ausztráliában |

## 2009-es frissítések
| Hozzáadás dátuma    | Hely(ek) |
| ------------------- | --- |
| 2009. március 19.   | Bővített lefedettség az Amerikai Egyesült Államokban Birmingham, Bradford, Bristol, Cambridge, Coventry, Derby, Leeds, Liverpool, London, Manchester, Newcastle upon Tyne, Norwich, Nottingham, Oxford, Scunthorpe, Sheffield, Southampton, York Belfast, Carrickfergus, Larne, Newtownabbey Aberdeen, Arbroath, Carnoustie, Dundee, Edinburgh, Ellon, Forfar, Fraserburgh, Glasgow, Inverurie, Peterhead, Portlethen, Stonehaven, Westhill Barry, Cardiff, Swansea Aix-en-Provence, Amiens, Angers, Antibes, Boulogne-Billancourt, Caen, Calais, Cannes, Châlons-en-Champagne, Champigny-sur-Marne, Clermont-Ferrand, Dijon, Douai, Dunkerque, Grenoble, Haguenau, Le Havre, Lens, Limoges, Montpellier, Nantes, Orly, Nanterre, Poitiers, Reims, Rennes, Romans-sur-Isère, Rouen, Rueil-Malmaison, Saint-Denis, Saint-Étienne, Strasbourg, Toulon, Tourcoing, Troyes, Valence, Valenciennes, Versailles, Villeneuve-d’Ascq Amstelveen, Amszterdam, Groningen, Rotterdam, Spijkenisse, Volendam, Zaanstad Arezzo, Avellino, Bari, Bitonto, Bologna, Busto Arsizio, Cagliari, Caserta, Catania, Fiumicino, Genova, L’Aquila, Livorno, Monza, Nápoly, Novara, Parma, Perugia, Reggio Calabria, Salerno, Torino, Udine Alcobendas, Arganda del Rey, Coslada, Fuenlabrada, Getafe, Las Rozas de Madrid, Móstoles, Oviedo, Sabadell, Terrassa, Zaragoza                                                                               |
| 2009. június 9.     | Monterey-öböl Tengeri Rezervátum, Santa Monica Pier, Third Street Promenade Disneyland Paris |
| 2009. augusztus 18. | LEGOLAND California, San Diego State University, Thunderhill Raceway Park, WeatherTech Raceway Laguna Seca Aosta, Domodossola, Latina Almada, Barreiro, Lisszabon, Loures, Matosinhos, Montijo, Porto, Seixal, Vila Nova de Gaia Bázel, Bern, Biel, Genf, La Chaux-de-Fonds, Lausanne, Luzern, Lyss, Montreux, Neuchâtel, Thun, Vevey, Wettingen, Winterthur, Zürich Csilung, Hszincsu, Jilan, Tajcsung, Tajpej és további helyek Tajvanon |
| 2009. október 8.    | Frissített felvételek és bővített lefedettség Coloradóban, Floridában, Kaliforniában, New Yorkban, Pennsylvaniában, Texasban és Washingtonban Benešov, Beroun, Brandýs nad Labem-Stará Boleslav, Mělník, Poděbrady, Prága, Příbram, Říčany Amami Ósima, Aszahikava, Gifu, Hirado, Jakusima, Nagaszaki, Nagoja, Szaszebo, Tanegasima, Tokunosima, Okinava, Mijako-szigetek, Aszahijama Állatkert, Hicudzsigaoka-kilátódomb, Hokkaidó Egyetem, Hokkaidó Egyetemi Botanikus Kertek, Hokkaidó történelmi faluja, Huis Ten Bosch, Kódaidzsi, Makomanai Sekisui Heim Ice Arena, Moerenuma Park, Nakadzsima Park, Skyway Country Club, Szapporo Dómu, Szapporo Marujama Állatkert, Takino Szuzuran Hegyvidék Nemzeti Kormánypark Abbotsford, Banff, Brampton, Calgary, Chilliwack, Halifax, Hamilton, Kitchener, Metro Vancouver, Mississauga, Montréal, Ottawa, Québec, Toronto, Waterloo |
| 2009. november 10.  | Honolulu, Kahului, Maui, Oahu Almere, Amersfoort, Apeldoorn, Arnhem, Bergen op Zoom, Breda, Delft, Dordrecht, Drachten, Ede, Eindhoven, Haarlem, Haarlemmermeer, Hága, Harderwijk, Harlingen, Helmond, Hilversum, Leeuwarden, Leiden, Lelystad, Nijmegen, Oss, ’s-Hertogenbosch, Sneek, Tilburg, Utrecht, Veendam, Veenendaal, Venlo, Waalwijk Álvaro Obregón, Azcapotzalco, Benito Juárez, Bucerías, Cancún, Ciudad Apodaca, Ciudad Nezahualcóyotl, Coyoacán, Cozumel, Guadalajara, Guadalupe, Mexikóváros, Monterrey, Playa del Carmen, Puebla, Puerto Vallarta, San Nicolás de los Garza, San Pedro Garza García, Tlaquepaque, Zapopan Albacete, Alcoy, Algeciras, Almería, Aranjuez, Ávila, Avilés, Badajoz, Benicàssim, Benidorm, Bilbao, Burgos, Cáceres, Cádiz, Calatayud, Caravaca de la Cruz, Cartagena, Castellón de la Plana, Ciudad Real, Córdoba, Cuenca, Elche, El Ejido, El Puerto de Santa María, Ferrol, Figueres, Gijón, Girona, Granada, Gran Canaria, Guadalajara, Huelva, Huesca, Jaén, Jerez de la Frontera, La Vall d’Uixó, León, Lleida, Logroño, Lorca, Lugo, Málaga, Marbella, Mérida, Mieres, Murcia, Olot, Orihuela, Oviedo, Palma de Mallorca, Pamplona, Pontevedra, Puertollano, Reus, Salamanca, San Lorenzo de El Escorial, Santa Cruz de Tenerife, Santander, Santiago de Compostela, Segovia, Tarragona, Teruel, Toledo, Tudela, Utiel, Valladolid, Vic, Vigo, Vinaròs, Vitoria-Gasteiz, Zamora |
| 2009. december 2.   | Aquatica, Bostoni Egyetem, Discovery Cove, Hersheypark, SeaWorld Orlando, SeaWorld San Antonio, SeaWorld San Diego, Universal Studios Hollywood Český Krumlov, Olomouc és Ostrava sétálóutcái, látnivalói Bamburgh-i vár, Coronation Street-díszletek, Eden Project, Kew Gardens, Lotus-tesztpálya, Stonehenge, Warwicki vár Annecy, Annemasse, Avignon, Belle-Île-en-Mer, Besançon, Bourg-en-Bresse, Bourges, Chambéry, Châteauroux, Colmar, Fréjus, Korzika, Le Mans, Metz, Montbrison, Mulhouse, Nancy, Orléans, Roanne, Saint-Nazaire, Saint-Tropez, Vierzon, Tours, Versailles-i kastély és környéke (Kis-Trianon, Nagy-Trianon) Arcen en Velden, Enkhuizen sétálóutcái (Kooizandweg, Van Linschotenstraat, Wagenaarstraat) Fukuoka, Hirosima, Kumamoto, Niigata, Okajama, Szado Edmonton, Greater Sudbury, Hamilton, London, Saskatoon, Sherbrooke, St. John’s, Sudbury, Victoria, Winnipeg Asti, Battipaglia, Benevento központja, Biella, Casertavecchia, Ischia egy része, Pompeii, Pontecagnano Faiano, San Gimignano, Sestri Levante, Siena, Urbino, Vercelli Szingapúr legnagyobb része |

## 2010-es frissítések
| Hozzáadás dátuma     | Hely(ek) |
| -------------------- | --- |
| 2010. január 21.     | Busch Gardens, Pennsylvania State University, Pennsylvania University, San Diego Állatkert, Sesame Place, Water Country USA Brno egy része Aabenraa, Aalborg, Aarhus, Ærø, Esbjerg, Fanø, Helsingør, Hillerød, Horsens, Kolding, Koppenhága, Læsø, Odense, Padborg, Randers, Roskilde, Rømø, Samsø, Skagen, Slagelse, Sønderborg, Vejle Angel of the North, Avebury Manor & Garden, Baddesley Clinton, Berrington Hall, Corfe-i vár, Drogo-várkastély, Fountains-apátság, Glendurgan Garden, Lindisfarne-i vár, Lyme Park, Malham Cove, Nymans Garden, Quarry Bank Mill, Royal Leamington Spa, Studley Királyi Park, Wicken Fen Mount Stewart, Mussenden Temple and Downhill Demesne Inverness, Largs, Loch Ness környéke, Muir of Ord Plas Newydd Bővített lefedettség Hollandiában Bővített lefedettség Japánban Agrigento, Alghero, Altamura, Ascoli Piceno, Brescia, Brindisi, Campobasso, Capri, Catanzaro, Chieti, Cremona, Crotone, Fano, Foggia, Gemona del Friuli, Lamezia Terme, Lecce, Lucca, Manfredonia, Mantova, Marsala, Matera, Mestre, Olbia, Ostuni, Nuoro, Palermo, Pesaro, Pescara, Pisa, Pistoia, Potenza, Prato, Procida, Ragusa, Ravenna, Reggio Emilia, San Daniele del Friuli, San Pietro-sziget, Sassari, Siracusa, Sulmona, Taranto, Trapani, Verona, Vicenza Bővített lefedettség Portugáliában Borås, Eskilstuna, Fårö, Gotland egy része, Göteborg, Halmstad, Haparanda, Hässleholm, Helsingborg, Jönköping, Kalix, Kalmar, Karlskrona, Kristianstad, Linköping, Luleå, Lund, Malmö, Norrköping, Nyköping, Öckerö, Öland, Örebro, Piteå, Skellefteå, Skövde, Stockholm, Umeå, Uppsala, Västerås, Växjö Kaohsziung, Hualien, Pingtung |
| 2010. február 9.     | Circle, Deadhorse, Homer, Kenai, Ketchikan, Petersburg, Valdez Brändö, Eckerö, Finström, Föglö, Geta, Hammarland, Jomala, Kökar, Kumlinge, Lemland, Lumparland, Mariehamn, Saltvik, Sottunga, Sund, Vårdö Clumber Park Bővített lefedettség Észak-Írországban Akaa, Espoo, Forssa, Hämeenkyrö, Hämeenlinna, Helsinki, Huittinen, Iisalmi, Ilmajoki, Imatra, Joensuu, Jyväskylä, Kankaanpää, Kajaani, Kauhajoki, Kokkola, Kotka, Kouvola, Kuopio, Kurikka, Kuusamo, Lahti, Lappeenranta, Lieksa, Lohja, Loviisa, Mänttä-Vilppula, Mikkeli, Nokia, Orimattila, Oulu, Pori, Porvoo, Raahe, Raseborg, Rauma, Rovaniemi, Salo, Savonlinna, Seinäjoki, Tampere, Tornio, Turku, Uusikaupunki, Vaasa, Valkeakoski, Vantaa a 2010. évi téli olimpiai játékok helyszínei, Amherstburg, Amos, Barrie, Bathurst, Blenheim, Brantford, Cambridge, Camrose, Charlottetown, Chatham-Kent, Chicoutimi, Clinton, Collingwood, Courtenay, Drayton Valley, Englehart, Fredericton, Gander, Grand Falls, Grande Prairie, Guelph, Haines Junction, Inuvik, Kamloops, Kelowna, Kingston, Leamington, Lethbridge, Lloydminster, Manitoulin, Miramichi, Moncton, Montmagny, Nanaimo, New Glasgow, Owen Sound, Peterborough, Powell River, Prince Albert, Prince George, Prince Rupert, Red Deer, Regina, Rimbey, Rouleau, Sainte-Marie, Summerside, Sydney, Thompson, Timmins, Thunder Bay, Trenton, Trois-Rivières, Val-d’Or, Westlock, Whistler Blackcomb, Whitecourt, Whitehorse, Windsor, Woodstock, Yellowknife Tijuana egy része, frissített felvételek és bővített lefedettség Mexikóban Bergen, Drammen, Fredrikstad, Kristiansand, Moss, Oslo, Sarpsborg, Stavanger, Voss |
| 2010. március 11.    | Andover, Ashford, Barrow-in-Furness, Basingstoke, Bath, Bedford, Blackpool, Bognor Regis, Bolton, Bradford, Brighton, Burnley, Cannock, City of Canterbury, City of Carlisle, Chatham, Chester, Chesterfield, Chichester, Clitheroe, Colchester, Crewe, Darlington, Devizes, Doncaster, Dorchester, Dover, Durham, Ellesmere Port, Ely, Evesham, Exeter, Folkestone, Gainsborough, Gloucester, Grange-over-Sands, Grimsby, Harlow, Hartlepool, Hastings, Hereford, Huddersfield, Huntingdon, Ipswich, Kendal, Kettering, Kidderminster, Kingston upon Hull, City of Lancaster, Leicester, Lichfield, Lincoln, Loughborough, Luton, Maidstone, Mansfield, Margate, Middlesbrough, Morecambe, Northampton, Oswestry, Penzance, Peterborough, Plymouth, City of Preston, Ripon, City of Salford, Salisbury, Scarborough, City of St Albans, Stamford, Stoke-on-Trent, City of Sunderland, Swindon, Torquay, Truro, Uttoxeter, City of Wakefield, Warrington, Wellingborough, Wells, Weston-super-Mare, Winchester, Wigan, City of Winchester, Wolverhampton, Worcester, Workington, Worthing, Yeovil Londonderry, Omagh, Newry, Antrim, Armagh, Ballycastle, Ballyclare, Ballymena, Ballymoney, Ballynahinch, Banbridge, Bangor, Carryduff, Coalisland, Coleraine, Comber, Cookstown, Craigavon, Donaghadee, Downpatrick, Dromore, Dundonald, Dungannon, Enniskillen, Kilkeel, Larne, Limavady, Lisburn, Lurgan, Magherafelt, Maghera, Newcastle, Newtownards, Portadown, Portrush, Portstewart, Randalstown, Strabane, Warrenpoint Livingston, Paisley, East Kilbride, Cumbernauld, Hamilton, Kirkcaldy, Ayr, Clydebank, Greenock, Kilmarnock, Perth, Stirling, Coatbridge, Irvine, Dunfermline, Glenrothes, Dumfries, Airdrie, Falkirk, Motherwell, Wishaw, Rutherglen, Cambuslang, Bishopbriggs, Bearsden, Arbroath, Newton Mearns, Musselburgh, Elgin, Bellshill, Dumbarton, Kirkintilloch, Renfrew, Helensburgh, Barrhead, Alloa, Peterhead, Grangemouth, Blantyre, Johnstone, Buckhaven, Port Glasgow, Lanark, Kilwinning, Larkhall, Prestwick, Erskine, Renfrewshire, Bathgate St. Davids, Bangor, Newport, Aberaeron, Aberavon, Aberbargoed, Abercarn, Aberdare, Abergavenny, Abergele, Abertillery, Aberystwyth, Amlwch, Ammanford, Bala, Bargoed, Barmouth, Beaumaris, Bethesda, Blaenau Ffestiniog, Blaenavon, Blackwood, Blaina, Brecon, Bridgend, Briton Ferry, Brynmawr, Buckley, Builth Wells, Burry Port, Caernarfon, Caerphilly, Caerwys, Caldicot, Cardigan, Carmarthen, Chepstow, Chirk, Cilgerran, Colwyn Bay, Connah’s Quay, Conwy, Corwen, Cowbridge, Criccieth, Crickhowell, Crumlin, Cwmbran, Denbigh, Dolgellau, Ebbw Vale, Ewloe, Fishguard, Flint, Ferndale, Glanamman, Glynneath, Goodwick, Gorseinon, Harlech, Haverfordwest, Hay-on-Wye, Holyhead, Holywell, Kidwelly, Knighton, Lampeter, Laugharne, Llandeilo, Llandovery, Llandrindod Wells, Llandudno, Llandudno Junction, Llandysul, Llanelli, Llanfair Caereinion, Llanfairfechan, Llanfairpwllgwyngyllgogerychwyrndrobwllllantysiliogogogoch, Llanfyllin, Llangefni, Llangollen, Llanidloes, Llanrwst, Llantrisant, Llantwit Major, Llanwrtyd Wells, Llanybydder, Loughor, Machynlleth, Maesteg, Menai Bridge, Merthyr Tydfil, Milford Haven, Mold, Monmouth, Montgomery, Mountain Ash, Narberth, Neath, Nefyn, Newbridge, Newcastle Emlyn, Newport, New Quay, Newtown, Neyland, Old Colwyn, Pembroke, Pembroke Dock, Penarth, Pencoed, Penmaenmawr, Pontardawe, Pontypool, Pontypridd, Porth, Porthcawl, Porthmadog, Port Talbot, Prestatyn, Presteigne, Pwllheli, Queensferry, Rhayader, Rhuddlan, Rhyl, Rhymney, Ruthin, Risca, St Asaph, St Clears, Saltney, Shotton, Talgarth, Templeton, Tenby, Tondu, Tonypandy, Towyn, Tredegar, Treharris, Tregaron, Tywyn, Usk, Welshpool, Whitland, Wrexham, Ystradgynlais, Ystrad Mynach Maastricht, Kerkrade, Geleen, Heerlen, Roermond, Almelo, Enschede, Hengelo, Texel, összekötő utak a nagyvárosok között Nijói vár, Nisi Hongandzsi, Higasi Hongandzsi, Sószeien, Daikakudzsi, Tófukudzsi, Kennindzsi, Eikandó Zenrindzsi, Ricumeikan Egyetem, Kiotó Szeika Egyetem, Ótani Egyetem, Aizuvakamacui várkastély, Yomiuriland, Fuji-Q Highland, Cukidzsi Hongandzsi, Kumamotói várkastély, Rikkjo Egyetem, Kjúsú Egyetem, Kumamoto Egyetem, Fuji Golf Course, Ojaku-en, Himedzsi és további helyek Japánban Hongkong-sziget, Kaulung, Új területek, Lánthau északi része Makaó, Taipa, Coloane, Cotai |
| 2010. április 15.    | Alton Towers, Legoland Windsor, Chessington World of Adventures, Thorpe Park, Seal Life Centre (Weymouth) Hermosillo, Tijuana, Ensenada, San Luis Río Colorado, La Paz, Nogales, Heroica Guaymas, Ciudad Obregón, Ciudad Juárez, Chihuahua, Delicias, Hidalgo del Parral, Saltillo, Gómez Palacio, Torreón, Reynosa, Río Bravo, Matamoros, Ciudad Victoria, Altamira, Ciudad Madero, Tampico, Miramar, Culiacán Rosales, Mazatlán, Victoria de Durango, Fresnillo, Zacatecas, Tepic, Aguascalientes, San Luis Potosí, Rioverde, Ciudad Fernández, Ciudad Valles, Tepatitlán, León, San Francisco del Rincón, Silao, Guanajuato, Irapuato, Salamanca, Celaya, Apaseo el Alto, Apaseo el Grande, Salvatierra, San Miguel de Allende, Poza Rica de Hidalgo, Santiago de Querétaro, Acámbaro, San Juan del Río, Tequisquiapan, Pachuca de Soto, Xalapa-Enríquez, Veracruz, Colima, Villa de Álvarez, Zamora, Uruapan, Morelia, Toluca de Lerdo, Zumpango, Jaltenco, Tultepec, Tecámac, Ojo de Agua, Coacalco de Berriozábal, Ecatepec de Morelos, Teotihuacan, Ciudad Nicolás Romero, Cuautitlán, Buenavista, Texcoco, Chimalhuacán, Chicoloapan de Juárez, La Magdalena Contreras, Xochimilco, Xico, Ixtapaluca, Chalco de Díaz Covarrubias, San Martín Texmelucan de Labastida, Tlaxcala de Xicohténcatl, Apizaco, Cuernavaca, Jiutepec, Temixco, Tepoztlán, Tlayacapan, Yecapixtla, Cuautla, Juchitepec, San Juan Bautista Tuxtepec, Amecameca, Ciudad del Carmen, San Francisco de Campeche, Mérida, Ticul, Oxkutzcab, Tulum, Isla Mujeres, Progreso, Chetumal, Zihuatanejo, Acapulco, Tuxtla Gutiérrez, San Cristóbal de las Casas |
| 2010. június 8.      | Johannesburg, Soweto, Roodepoort, Krugersdorp, Randfontein, Kempton Park, Benoni, Vosloorus, Katlehong, Centurion, Pretoria, Bronkhorstspruit, Midrand, Middelburg, Vanderbijlpark, Sasolburg, Heidelberg, Kroonstad, Welkom, Kimberley, Pietermaritzburg, Mbombela, Ermelo, Pinetown, Kingsburgh, Mdantsane, King William’s Town, Port Alfred, Grahamstown, Fokváros, Kuils River, Mitchells Plain, Fish Hoek, Somerset West, Durbanville, Kraaifontein, Stellenbosch, Melkbosstrand, Kleinmond, Durban, Port Elizabeth, East London, Bloemfontein, Polokwane, Mbombela, Rustenburg, Johannesburgi Állatkert, Apartheid Múzeum, Boulders Beach, Company’s Gardens, Kirstenbosch Botanikus Kert, Walter Sisulu Botanikus Kert, a 2010-es labdarúgó-világbajnokság helyszínei |
| 2010. szeptember 30. | Hilo, Hawaii nagy része, további helyek az Amerikai Egyesült Államokban Half Moon-sziget Belo Horizonte, Rio de Janeiro, São Paulo, Duque de Caxias, Mendes, Nova Iguaçu, Belford Roxo, São João de Meriti, Niterói, São Gonçalo, Volta Redonda, Barueri, Campinas, Carapicuíba, Ferraz de Vasconcelos, Francisco Morato, Franco da Rocha, Guarulhos, Itapevi, Itaquaquecetuba, Jacareí, Jandira, Osasco, Taboão da Serra, Diadema, Santo André, São Bernardo do Campo, São Caetano do Sul, Carapicuíba, Contagem, Betim, Sete Lagoas, Curvelo, Diamantina, Luz, Ouro Preto, Congonhas és további helyek Brazíliában Dublin, Cork, Limerick, Galway, Waterford, összekötő utak a nagyvárosok között |
| 2010. november 2.    | Oberstaufen egy része, látnivalók Németországban: Bundestag, Győzelmi oszlop (Berlin), Königsplatz (München), Köhlbrandbrücke (Hamburg), Theaterplatz (Drezda), Solitude-kastély (Stuttgart), Allianz Arena, Fritz Walter Stadion, Volksparkstadion, Millerntor-Stadion, Signal Iduna Park, Veltins-Arena, Volkswagen Arena, BayArena, Schwarzwald-Stadion, RheinEnergieStadion |
| 2010. november 18.   | Berlin, Bielefeld, Bochum, Bonn, Bréma, Dortmund, Drezda, Duisburg, Düsseldorf, Essen, Frankfurt am Main, Hamburg, Hannover, Köln, Lipcse, Mannheim, München, Nürnberg, Stuttgart, Wuppertal |
| 2010. december 8.    | Bornholm és további helyek Dániában További helyek a Dél-afrikai Köztársaságban Terschelling és további vidéki területek Hollandiában Trondheim, Skien, Porsgrunn, Kristiansand, Tromsø, Tønsberg, Ålesund, Haugesund, Sandefjord, Bodø, Arendal, Hamar, Larvik, Halden, Lillehammer, Harstad, Molde, Kongsberg, Gjøvik, Askøy, Horten, Mo i Rana, Kongsvinger, Kristiansund, Jessheim, Hønefoss, Narvik, Alta, Elverum, Askim, Ski, Drøbak, Nesoddtangen, Steinkjer, Leirvik, Vennesla, Stjørdalshalsen, Grimstad, Mandal, Egersund, Råholt és további helyek Norvégiában Bukarest, Popești-Leordeni, Voluntari, Afumați, Mogoșoaia, Chitila, Pantelimon, Brănești, Jilava, Brassó, Brassópojána, Négyfalu, Törcsvár, Barcarozsnyó, Prázsmár, Vidombák, Feketehalom, Zernest, Arad, Nagyvárad, Székelyudvarhely, Fogaras, Viktóriaváros, Csíkszereda, Azuga, Bușteni, Sinaia, Predeál, Eforie és további helyek Romániában |

## 2011-es frissítések
| Hozzáadás dátuma     | Hely(ek) |
| -------------------- | --- |
| 2011. február 1.     | A világ múzeumai a Google Art Project közreműködésével: Freer Gallery of Art, Frick-Gyűjtemény, Metropolitan Művészeti Múzeum, Modern Művészeti Múzeum Museum Kampa National Gallery, Tate Versailles-i kastély Van Gogh Múzeum, Rijksmuseum Alte Nationalgalerie, Gemäldegalerie Uffizi Állami Tretyjakov Galéria, Ermitázs Museo Nacional Centro de Arte Reina Sofía, Thyssen-Bornemisza Múzeum |
| 2011. február 28.    | Balboa Park, Picchetti Winery, Fremont Older Open Space Preserve, Russian Ridge Open Space Preserve, Rancho San Antonio Open Space Preserve, Lake Cunningham Park, San Diego State University, Worcester Polytechnic Institute, Három Folyó-ösvény Chenonceau, Usséi kastély, Villandryi kastély, Amboise-i kastély Nemzeti Botanikus Kertek, Powerscourt Golfklub Casertai királyi palota Tunghai Egyetem |
| 2011. március 10.    | Hirosima Béke Emlékpark, Icukusimai szentély, Mazda Stadium |
| 2011. március 30.    | Fontainebleau-i kastély Forum Romanum, Colosseum, Palatinus, Via Appia, Diocletianus termái, Dóm tér, Pitti-palota, Boboli-kert, Caracalla termái, Villa d’Este |
| 2011. május 12.      | Gruhn Guitars, Medieval Madness at Renaissance Hall Guylian Belgium Chocolate Café Tenkai, Artichaut |
| 2011. június 1.      | További helyek Franciaországban |
| 2011. június 29.     | További helyek az Amerikai Egyesült Államokban További helyek Dániában További helyek a Dél-afrikai Köztársaságban További helyek az Egyesült Királyságban További helyek Hollandiában További helyek Írországban Ogaszavara-szigetek, Szenszódzsi, Szumida, parkok Tokióban és további helyek Japánban Jersey legnagyobb része Man-sziget legnagyobb része További helyek Norvégiában Alessandria, Treviso, Trento, Bolzano, Pisa, Ferrara, Varese, Asti Isole Tremiti és további helyek Olaszországban További helyek Romániában Menorca, Mallorca, Lanzarote, Fuerteventura és további helyek Spanyolországban Östersund, Borlänge, Örnsköldsvik, Sollefteå, Gävle, Sundsvall és további helyek Svédországban További helyek Tajvanon |
| 2011. július 8.      | Monte-Carlo, Fontvieille, La Condamine |
| 2011. július 27.     | HD-felbontású képek Ausztrália különböző részein |
| 2011. augusztus 16.  | Iraki Múzeum |
| 2011. augusztus 22.  | Bellinzona várai (Castelgrande, Castello di Montebello, Castello di Sasso Corbaro), sípályák Caumaseeben és Zermattban és további helyek Svájcban |
| 2011. szeptember 28. | Curitiba, Porto Alegre, Florianópolis, Pelotas, Paranaguá, Lages, Águas de Lindóia, Almirante Tamandaré, Americana, Amparo, Araçariguama, Araçoiaba da Serra, Araras, Araucária, Araxá, Atibaia, Barbacena, Biritiba-Mirim, Boituva, Bom Jesus dos Perdões, Bragança Paulista, Cabreúva, Cachoeirinha, Campina Grande do Sul, Campo Largo, Campo Limpo Paulista, Canoas, Capivari, Caraguatatuba, Cascavel, Caxias do Sul, Cerquilho, Charqueada, Colombo, Cordeirópolis, Elias Fausto, Guararema, Holambra, Igaratá, Ilhabela, Indaiatuba, Ipeúna, Iracemápolis, Itanhaém, Itapira, Itatiba, Itu, Itupeva, Jarinu, Jaraguá do Sul, Joinville, Laranjal Paulista, Limeira, Lindóia, Londrina, Mogi Guaçu, Mogi Mirim, Monte Mor, Montes Claros, Morungaba, Nazaré Paulista, Nova Odessa, Patos de Minas, Paulínia, Pedreira, Peruíbe, Piedade, Pindamonhangaba, Piracaia, Piracicaba, Pirapora do Bom Jesus, Poços de Caldas, Porto Feliz, Rio Claro, Rio das Pedras, Rio do Sul, Salto, Salto de Pirapora, Santa Bárbara d’Oeste, Santa Gertrudes, Santa Isabel, Santa Maria, Santana de Parnaíba, Santana do Livramento, São Bento do Sul, São José dos Campos, São José dos Pinhais, São Luís do Paraitinga, São Pedro, São Sebastião, Serra Negra, Socorro, Sorocaba, Sumaré, Taubaté, Tietê, Tuiuti, Ubatuba, Uberaba, Valinhos, Várzea Paulista, Vinhedo, Votorantim és további helyek Brazíliában |
| 2011. október 27.    | Üzletek Franciaországban Üzletek Új-Zélandon |
| 2011. november 3.    | High Line Park, Liberty Park, Six Flags Great Adventure, Grant Park, Millennium Park, Lincoln Park Állatkert, Northerly Island, Jackson Park, Humboldt Park, Garfield Park, Washington Park, Rochester Institute of Technology, Detroiti Állatkert, Stanford Egyetem Knuthenborg Safaripark, Legoland Billund, A kis hableány, Tivoli, Dyrehavsbakken, Tivoli Friheden, Djurs Sommerland, Kastellet, Aalborgi Állatkert, Aalborghus, Store Restrup Herregård, Den Gamle By, Aarhus Aadal Golfklub, Gammel Estrup, Frilandsmuseet, Bernstorff-kastély, Fredensborg-kastély, Amaliehaven, Koppenhágai Egyetem Botanikus Kert, Christiansborg-palota, Koppenhágai Egyetem, Amager Strandpark, Egeskov-vár, Fisketorvet, Den Fynske Landsby, Peblinge-tó, Fælledparken, Eremitage-kastély, Østre Anlæg, Churchillparken Kensington Gardens, Londoni Állatkert, Longleat Safari Park, Greenwich Park, Green Park, Greenwich Egyetem, Richmond Park, Bushy Park, Blackpool Sands, Brighton Palace-móló, Paignton-móló, Land’s End, Royal Victoria Park, Mount Edgcumbe House Parc Astérix, Futuroscope, Vulcania Keukenhof, Efteling, Archeon, Diergaarde Blijdorp, Apenheul, Nederlands Openluchtmuseum, Dutch Water Dreams Koganei Park, Space World, Kijomizudera, Rjóandzsi Frogner Park Verona Casa de Campo, Buen Retiro Park, Parque del Oeste és további parkok Madridban Gröna Lund, Skansen, Skånes Djurpark, Nordens Ark, Kolmården Vadvilág Park, Slottsskogen, Göteborgi Botanikus Kert, Liseberg Singapore Flyer |
| 2011. november 22.   | Brüsszel, Antwerpen, Gent, Charleroi, Liège, Brugge, Schaerbeek, Namur, Anderlecht, Leuven, Mons, Molenbeek-Saint-Jean, Mechelen, Ixelles, Aalst, La Louvière, Uccle, Kortrijk, Hasselt, Sint-Niklaas, Oostende, Tournai, Genk, Seraing, Roeselare, Verviers, Mouscron, Bobbejaanland, Plopsaland De Panne és további helyek Belgiumban |
| 2011. december 13.   | Hacsinohe, Aomori, Morioka, Ófunato, Kamaisi, Mijako, Rikuzentakata, Isinomaki, Keszennuma, Natori, Higasimacusima, Onagava, Minamiszanriku, Jamamoto, Szóma, Vatari és Japán 2011-es tóhokui földrengés és cunami pusztította területei Ibiza, Formentera, Portugalete, La Palma, La Gomera, El Hierro |

## 2012-es frissítések
| Hozzáadás dátuma     | Hely(ek) |
| -------------------- | --- |
| 2012. január 24.     | Szöul, Puszan, Jongdzsongdo, Incshon Nemzetközi Repülőtér, Kvacshon, Anjangszi, Pucshon, Kimpho, Kojang, Kuri, Kvangmjong, Hanam, Namjangdzsu, Szongnam, Szihung, Szuvon, Uivang, Jongin, Kimhe egy része, Jangszan egy része Elba |
| 2012. február 14.    | Okubomabu, Akijosido, további barlangok és bányák |
| 2012. február 22.    | HD-felbontású képek az Amerikai Egyesült Államok különböző helyein Piotrkowska utca (Łódź) Moszkva, Domogyedovo, Podolszk, Himki, Mityiscsi, Vidnoje, Szentpétervár, Kazany egy része, Szentháromság–Szergij-kolostor (Szergijev Poszad) és további helyek Oroszországban HD-felbontású képek Új-Zéland különböző helyein |
| 2012. március 21.    | A Rio Negro egy része és néhány közeli település London Cannon Street pályaudvar, London Charing Cross pályaudvar, London Euston pályaudvar, London Fenchurch pályaudvar, London Bridge pályaudvar, London Paddington pályaudvar, London Victoria pályaudvar, Leeds pályaudvar, Liverpool Lime Street pályaudvar, Manchester Piccadilly pályaudvar Edinburgh Waverley pályaudvar, Glasgow Central pályaudvar Varsó, Krakkó, Łódź, Wrocław, Oleśnica, Gmina Oława, Poznań, Gdańsk, Szczecin, Lublin, Białystok, Gdynia, Sopot, Gniezno, Świnoujście, Malborki vár, Będzini vár, Biskupin, Jastarnia, Hel és további helyek Lengyelországban A Rhätische Bahn, az Albula-vasút és a Bernina-vasút vonalának egy része Bangkok, Csiangmaj, Phuket |
| 2012. április 3.     | A világ múzeumai a Google Art Project közreműködésével: Art Institute of Chicago, J. Paul Getty Museum, National Portrait Gallery (Washington), The Cloisters, Fehér Ház Új-Dél-Walesi Művészeti Galéria, Ausztrál Nemzeti Galéria Bécsi Szépművészeti Múzeum Museu de Arte de São Paulo, Pinacoteca do Estado de São Paulo Tate Modern Fontainebleau-i kastély, Musée de l’Orangerie, Musée du quai Branly – Jacques Chirac, Musée d’Orsay Akropolisz Múzeum Amszterdami Királyi Palota Nemzeti Múzeum, Modern Művészetek Nemzeti Galériája (Újdelhi) Izrael Múzeum Adacsi Művészeti Múzeum, Tokiói Nemzeti Múzeum Iszlám Művészetek Múzeuma Mexikói Nemzeti Embertani Múzeum (Mexikóváros) Altes Museum, Pergamonmuseum Capitoliumi Múzeumok Puskin Múzeum, Orosz Múzeum Museu Nacional d’Art de Catalunya, Palacio de Cristal, Palacio de Velázquez Nemzeti Palotamúzeum |
| 2012. április 19.    | Tel-Aviv, Haifa, Jeruzsálemi Bibliai Állatkert, Ramat Gan Zoológiai Központ, Mini Israel, Ben-Gurion Egyetem, Kafr Kánna, Merhavjá, Nahsólijm Jeruzsálem El-Rám Kijev, Doneck, Lviv, Harkiv, Odessza |
| 2012. május 14.      | Manaus Tallinn, Tartu, Narva, Pärnu, Viljandi, Jõhvi, Abja-Paluoja, Antsla, Elva, Haapsalu, Jõgeva, Kallaste, Kärdla, Karksi-Nuia, Kehra, Keila, Kilingi-Nõmme, Kiviõli, Kohtla-Järve, Kunda, Kuressaare, Lihula, Loksa, Maardu, Mõisaküla, Mustvee, Narva-Jõesuu, Otepää, Paide, Paldiski, Põltsamaa, Põlva, Püssi, Rakvere, Räpina, Rapla, Saue, Sillamäe, Sindi, Suure-Jaani, Tamsalu, Tapa, Tõrva, Türi, Valga, Võhma, Võru és további helyek Észtországban A 2012-es labdarúgó-Európa-bajnokság helyszínei Riga, Daugavpils, Bauska, Cēsis, Dobele, Jēkabpils, Krāslava, Jelgava, Jūrmala, Kuldīga, Liepāja, Ogre, Olaine, Rēzekne, Salaspils, Saldus, Sigulda, Talsi, Tukums, Valmiera, Ventspils és további helyek Lettországban |
| 2012. május 25.      | Indianapolis Motor Speedway |
| 2012. június 19.     | Molokai, Lana’i, Kaua’i, frissített képek Oahun, Mauin, Hawaiin, Hawaii Vulkánok Nemzeti Park Ostrava, Plzeň, Liberec, Olomouc, Ústí nad Labem, Hradec Králové, České Budějovice, Pardubice, Havířov, Zlín, Kladno, Most, Karviná, Frýdek-Místek, Opava, Karlovy Vary, Teplice, Děčín, Jihlava, Chomutov, Přerov, Mladá Boleslav, Sedleci osszárium, Terezín, Lidice, Ležáky, Josefov-erőd San Marino, Borgo Maggiore, Chiesanuova, Domagnano, Faetano, Fiorentino, Montegiardino, Serravalle |
| 2012. július 12.     | Kalifornia nemzeti parkjai |
| 2012. július 17.     | Látványosságok az Antarktiszon (Déli-sark, Shackleton’s Hut, Discovery Hut) |
| 2012. július 27.     | Queen Elizabeth Olympic Park, Olympia London, ExCeL London, O2 Arena, Earls Court Kiállítási Központ, Liverpool Lime Street pályaudvar, Manchester Piccadilly pályaudvar, Leedsi pályaudvar, Silverstone Circuit, Downing Street Glasgow Central pályaudvar, Edinburgh Waverley pályaudvar és további helyek az Egyesült Királyságban |
| 2012. augusztus 2.   | Kennedy Űrközpont |
| 2012. augusztus 13.  | HD felbontású képek Louisiana és Dél-Karolina egyes részein Brazíliaváros, Salvador da Bahia, Fortaleza, Natal, Recife, Foz do Iguaçu, Itaipu-gát, Goiânia, Cuiaba, Campo Grande, Corumba, Uberlândia, São Luís, Teresina, Sinop, Mossoro és további helyek Brazíliában Teotihuacan, Tulum, Chichén Itzá, Ek Balam, Kohunlich, Dzibanché, Palenque, Dzibilchaltún, Plazuelas, Peralta, Bonampak, Becán és további helyek Mexikóban |
| 2012. szeptember 5.  | Különböző egyetemek az Amerikai Egyesült Államokban Különböző egyetemek Brazíliában Különböző egyetemek Dániában Különböző egyetemek az Egyesült Királyságban Különböző egyetemek Franciaországban Különböző egyetemek Hollandiában Különböző egyetemek Írországban Különböző egyetemek Izraelben Különböző egyetemek Japánban Különböző egyetemek Kanadában Különböző egyetemek Olaszországban Különböző egyetemek Spanyolországban Különböző egyetemek Tajvanon |
| 2012. szeptember 10. | Autodromo Nazionale di Monza |
| 2012. szeptember 12. | Japán Űrügynökség, Miraikan, Tanegasima Űrközpont, Cukuba Űrközpont, Szagamihara kampusz, Csofu Űrközpont, Földmegfigyelő Központ, Uszuda Űrközpont, Ucsinura Űrközpont |
| 2012. szeptember 25. | Víz alatti képek Hawaiinál Andorra la Vella, Canillo, Encamp, Escaldes-Engordany, La Massana, Ordino, Sant Julià de Lòria és további helyek Andorrában Víz alatti képek Ausztráliánál Santiago de Chile (sípályákkal együtt), Gran Valparaíso, Limache, Gran Concepción Víz alatti képek a Fülöp-szigeteknél Zágráb, Póla, Split, Zára, Dubrovnik, Fiume, Eszék, Šibenik, Varasd, Károlyváros, Krk, Belovár, Bród, Diakovár, Verőce és további helyek Horvátországban |
| 2012. október 10.    | További helyek az Amerikai Egyesült Államokban További helyek Brazíliában További helyek Dániában További helyek a Dél-afrikai Köztársaságban További helyek az Egyesült Királyságban További helyek Franciaországban További helyek Japánban További helyek Kanadában További helyek Makaón További helyek Mexikóban További helyek Norvégiában További helyek Olaszországban Látnivalók Oroszországban További helyek Spanyolországban További helyek Svédországban További helyek Szingapúrban További helyek Tajvanon További helyek Thaiföldön |
| 2012. október 16.    | Sand-sziget |
| 2012. október 17.    | Google-adatközpont (Lenoir) |
| 2012. október 31.    | Pozsony, Kassa, Eperjes, Zsolna, Nyitra, Besztercebánya, Nagyszombat, Turócszentmárton, Trencsén, Poprád, Privigye, Zólyom, Vágbeszterce, Érsekújvár, Nagymihály, Igló és további helyek Szlovákiában |
| 2012. november 28.   | Sípályák Utahban és Michiganben Luna Park Sydney, Taronga Állatkert Sípályák Söldenben és Ischglben Letlhakane, Palapye, Bobonong, Mahalapye, Selibe Phikwe, Serowe, Gabane, Molepolole, Thamaga, Francistown, Maun, Jwaneng, Kanye, Gaborone, Ramotswa, Tlokweng, Lobatse Cambridge Bay és további helyek Kanadában Spitzbergák Sípályák Olaszországban Sípályák a Sierra Nevadában Sípályák Davosban |
| 2012. december 14.   | Gibraltár legnagyobb része Néhány utca Csernyivci belvárosában |

## 2013-as frissítések
| Hozzáadás dátuma     | Hely(ek) |
| -------------------- | --- |
| 2013. január 16.     | Risón Lecijón, Petah Tikva, Asdód, Beér-Seva, Holón, Netánja, Bnei Brak, Rámat Gan, Bat Jám, Rehóvót, Askelón, Herclija, Kfar Szábá, Hadera, Názáret, Lod, Raánáná, Ramlá, Givátajim, Rahat, Naharija, Kirjat Ata, Eilat, Kirjat Gat, Hod Hasárón, Akko, Karmiel, Tiberias, Ramat Hasárón, Afula és további helyek Izraelben A Jordán völgye és további helyek Palesztinában |
| 2013. január 30.     | Frissített képek az Amerikai Egyesült Államokban, Grand Canyon, Barringer-kráter Vilnius, Kaunas, Klaipėda, Šiauliai, Panevėžys, Alytus, Marijampolė, Mažeikiai, Jonava, Utena, Kėdainiai, Telšiai, Visaginas, Tauragė, Ukmergė, Plungė, Šilutė, Kretinga, Radviliškis, Druskininkai és további helyek Litvániában |
| 2013. február 15.    | Lucas Oil Stadium |
| 2013. február 20.    | Frissített képek Japánban, Nagano, Ueda, Maebasi, Fukui, Mazda Múzeum (Hirosima) és további helyek Japánban |
| 2013. március 6.     | További helyek az Amerikai Egyesült Államokbam, HD felbontású képek Kaliforniában, Idahóban, Indianában és Utahban Szófia, Plovdiv, Várna, Burgasz, Rusze, Sztara Zagora, Pleven, Aszenovgrád, Blagoevgrad, Dobrics, Gabrovo, Haszkovo, Pazardzsik, Pernik, Szliven, Sumen, Veliko Tarnovo, Vratsza, Jambol, Ajtos, Botevgrád, Dimitrovgrad, Dupnicsa, Gorna Orjahovicsa, Karlovo, Kardzsali, Kazanlak, Kjusztendil, Lom, Lovecs, Montana, Nova Zagora, Petrics, Razgrád, Szamokov, Szandanszki, Szevlievo, Szilisztra, Szmoljan, Szvistov, Targoviste, Trojan, Velingrád, Vidin és további helyek Bulgáriában Frissített képek az Egyesült Királyságban Moszkva környéke, Tver, Vlagyimir, Rzsev, Kaluga, Tula, Rjazany, Novomoszkovszk, Ribinszk, Jaroszlavl, Kosztroma, Ivanovo, Kinyesma, Kovrov, Murom, Pszkov, Szmolenszk, Brjanszk, Orjol, Kurszk, Jelec, Lipeck, Tambov, Sztarij Oszkol, Belgorod, Nyizsnyij Novgorod, Arzamasz, Szaranszk, Penza, Szaratov, Kamisin, Volgográd, Novosahtyinszk, Sakti, Volgodonszk, Rosztov-na-Donu, Novocserkasszk, Batajszk, Azov, Taganrog, Jejszk, Eliszta, Asztrahán, Tyihoreck, Kropotkin, Armavir, Sztavropol, Pjatyigorszk, Jesszentuki, Kiszlovodszk, Szlavjanszk-na-Kubány, Krasznodar, Majkop, Anapa, Novorosszijszk, Gelendzsik, Tuapsze, Szocsi, Adler, Murmanszk, Szeverodvinszk, Arhangelszk, Viborg, Petrozavodszk, Velikij Novgorod, Cserepovec, Vologda, Sziktivkar, Kirov, Glazov, Joskar-Ola, Csebokszári, Novocsebokszárszk, Zelenodolszk, Kazany, Uljanovszk, Gyimitrovgrad, Togliatti, Szamara, Novokujbisevszk, Szizrany, Engelsz, Perm, Izsevszk, Nyizsnyekamszk, Naberezsnyije Cselnyi, Bugulma, Votkinszk, Sztyerlitamak, Szalavat, Orenburg, Orszk, Magnyitogorszk, Nyizsnyij Tagil, Jekatyerinburg, Kamenszk, Kamenszk-Uralszkij, Zlatouszt, Miassz, Cseljabinszk, Kurgán, Tyumeny, Omszk, Nyeftyejuganszk, Szurgut, Nyizsnyevartovszk, Novoszibirszk, Tomszk, Jurga, Kemerovo, Prokopjevszk, Novokuznyeck, Barnaul, Bijszk, Rubcovszk, Krasznojarszk és további helyek Oroszországban Coimbra, Aveiro, Guimarães, Viseu, Leiria, Évora, Portimão, Póvoa de Varzim, Viana do Castelo, Figueira da Foz, Covilhã, Bragança, Madeira, Terceira, São Miguel és további helyek Portugáliában  |
| 2013. március 18.    | A világ legmagasabb hegyei: Aconcagua, Camp Colera, 1. és 2. tábor, Plaza Argentina, Casa de Piedra, Pampa de Leñas Fudzsi Csomolungma, Everest-alaptábor, Tengbocse-kolostor, Kala Pattár, függőhíd Lukla és Namcse Bazár között, sztúpa Namcse Bazárban Nyugati-csúcs, hordókunyhók, Diesel-kunyhó (Elbrusz) Uhuru-csúcs, Láva-torony, Moir Hut, Arrow Glacier-tábor, Lemosho-tisztások, Shira-tábor (Kilimandzsáró) |
| 2013. március 27.    | Namie |
| 2013. április 5.     | Látnivalók Indiában: Szukja Nemzetközi Holisztikus Egészségügyi Központ, Dzsanapada Loka, Wonderla, Nritjagram, Olde Bangalore Resort, Prakruti Club és Resort, Clarks Exotica, Indiai Statisztikai Intézet (Kolkata, Újdelhi), Mérangár-erőd, Nagaur-erőd, Victoria-emlékcsarnok, S. P. Jain Menedzsment- és Kutatási Intézet, Pune Számítógép-technológiai Intézet, Rámbág-kastély, Menedzsmentfejlesztési Intézet, Amiti Egyetem, Sárda Egyetem, Pataudi-kastély, Wildflower Hall (Simla), Regional Conference College (Várangál), Oberoi Rajvilas Jaipur, Gurajat Fun World, Jag Niwas, Umaid Bhawan-kastély, Golkonda-erőd, Qutub Shahi-sírkamrák, Ezer Pillér Temploma, Várangál-erőd, Holland Raktár (Koccsi) |
| 2013. április 23.    | További helyek Franciaországban Kilkenny-vár Sa Tin Cse Kung temploma, Ocean Park Hong Kong Częstochowa, Radom, Sosnowiec, Toruń, Kielce, Gliwice, Zabrze, Sieradz, Bytom, Olsztyn, Bielsko-Biała, Rzeszów, Ruda Śląska, Rybnik, Tychy, Dąbrowa Górnicza, Płock, Opole, Elbląg, Gorzów Wielkopolski, Wałbrzych, Włocławek, Zielona Góra, Żary, Żagań, Lubsko, Nowogród Bobrzański, Nowa Sól, Świebodzin, Sulechów, Tarnów, Chorzów, Kalisz, Koszalin, Legnica, Głogów, Grudziądz, Katowice, Słupsk, Zakopane, Malbork, Łomża, Szklarska Poręba, Leszno, Rawicz, Bolesławiec és további helyek Lengyelországban Maseru, Roma, Mafeteng, Mohale’s Hoek és további helyek Lesothóban Budapest, Debrecen, Szeged, Miskolc, Pécs, Győr, Nyíregyháza, Kecskemét, Székesfehérvár, Szombathely, Szolnok, Tatabánya, Kaposvár, Érd, Veszprém, Békéscsaba, Zalaegerszeg, Sopron, Eger, Nagykanizsa, Salgótarján, Jászberény, Baja, Gyöngyös, Pápa, Sárvár, Dunaújváros, Nagykőrös, Hódmezővásárhely, Esztergom és további helyek Magyarországon Pantelleria, Lampedusa egy része és további helyek Olaszországban Kalinyingrádi terület és további helyek Oroszországban Pena Nemzeti Palota Temesvár, Jászvásár, Kolozsvár, Konstanca, Craiova, Galați, Ploiești, Brăila, Pitești, Nagyszeben, Bákó, Marosvásárhely, Nagybánya, Bodzavásár, Botosán, Szatmárnémeti, Râmnicu Vâlcea, Szörényvár, Szucsáva, Zsilvásárhely, Karácsonkő, Târgoviște, Foksány, Beszterce, Tulcsa, Resicabánya, Felsőszalatna, Gyulafehérvár, Călărași, Déva, Vajdahunyad, Gyurgyevó, Sepsiszentgyörgy, Zilah, Vászló, Barlád, Románvásár, Medgyes, Torda, Slobozia, Alexandria, Lugos, Medgidia, Ónfalva, Máramarossziget, Petrozsény, Mangalia, Câmpina, Dés, Szászrégen, Páskán, Năvodari, Râmnicu Sărat, Tekucs, Mioveni, Câmpulung, Karakál, Segesvár és további helyek Romániában További helyek Szingapúrban Pattaja, Csonburi, Szattahip, Lamphun, Lampang és további helyek Thaiföldön Csernyivci, Munkácsi vár, Hotini erőd, Csernyivci Egyetem, Kacsanyivkai kultúrtáj |
| 2013. május 20.      | A világ múzeumai a Google Art Project közreműködésében: Morgan Könyvtár és Múzeum Kaiserliche Wagenburg Wien, Hofburg, Schatzkammer Hirschsprung-gyűjtemény, Ny Carlsberg Glypotek, Dán Nemzeti Galéria, Skagens Museum, Thorvaldsen Museum, Dán Nemzeti Múzeum Serpentine Galleries Ateneum Musée d’Art Moderne André Malraux Pátmoszi Szent János-kolostor Siokaze Park, Verny Park, Tokiói Lóversenypálya, Manabe-kert és további helyek Japánban Museum Kunstpalast, Städel Museum Nemzeti Művészeti, Építészeti és Kivitelezési Múzeum Beyeler-alapítvány, Musée d’Ethnographie de Neuchâtel Nationalmuseum |
| 2013. május 29.      | Szeptember 11. Nemzeti Emlékhely és Múzeum, Central Park, frissített képek New York Sandy hurrikán által sújtott városrészein, HD felbontású képek New York államban |
| 2013. június 13.     | Látványosságok az Amerikai Egyesült Államokban Látványosságok Brazíliában Látványosságok Chilében Látványosságok Dániában Látványosságok Kanadában Látványosságok Mexikóban Látványosságok Spanyolországban Látványosságok Szingapúrban |
| 2013. június 24.     | Burdzs Kalifa és környéke |
| 2013. június 28.     | A Talcai Egyetem Curicó-kampusza Hasima-sziget |
| 2013. július 1.      | A Kanadai Parlament épülete |
| 2013. július 2.      | Monticello, további helyek és HD felbontású képek az Amerikai Egyesült Államokban |
| 2013. július 4.      | Az Abszol út díszlete, Warner Bros.-stúdió |
| 2013. július 9.      | Iqaluit |
| 2013. július 15.     | 16, Rue de la Loi (a belga miniszterelnök hivatala), Lambermont (a belga miniszterelnök lakhelye) |
| 2013. július 16.     | Eiffel-torony |
| 2013. július 21.     | Adelaide-i repülőtér |
| 2013. július 23.     | Túraútvonalak a Fudzsin |
| 2013. július 29.     | Csárminár (Haidarábád) |
| 2013. augusztus 1.   | Airbus A380 a Dubaji nemzetközi repülőtéren |
| 2013. augusztus 14.  | Arica, Iquique, Calama, San Pedro de Atacama, Antofagasta, Taltal, Chañaral, Caldera, Copiapó, Vallenar, La Serena, Coquimbo, Ovalle, Andacollo, Combarbalá, Illapel, Salamanca, San Felipe, Los Andes, Quintero, Quillota, Concón, Casablanca, San Antonio, Rancagua, Curicó, Talca, Linares, Los Ángeles, Nacimiento, Temuco, Osorno, Puerto Varas, Puerto Montt, Calbuco, Ancud, Coihaique, Aysén, Cochrane, Nagy-Santiago és további helyek Chilében A TARDIS a Ki vagy, doki? című sorozatból Frissített képek Finnországban Indian Institute of Technology Bombay, Indian Institute of Technology Delhi, Szula-borvidék Lima, Huacho, Trujillo, Chiclayo, Paita, Piura, Arequipa, Sullana, Pacasmayo, Jaén és további helyek Peruban |
| 2013. augusztus 21.  | Houstoni Állatkert, San Diegói Állatkert, Atlantai Állatkert, Lincoln Park Állatkert, Fox 42 News-iroda Taronga Állatkert Olmeni Állatkert Zoologico de Americana, Zoologico de Bauru Buini Állatkert Whipsnade-i Állatkert La Ferme aux Crocodiles Aszahijama Állatkert Torontói Állatkert, Jungle Cat World Wildlife Park Csengdui Óriáspanda-tenyésztési Kutatóintézet Chapultepec Állatkert, Zoológico de Zacango Zoo Safaripark Stukenbrock, Tierpark Hagenbeck Zoo Aquarium de Madrid, Parc Zoologic de Barcelona Szingapúri Állatkert Sú San Állatkert |
| 2013. augusztus 27.  | Cyber Pearl, The Ascendas IT Park, ISB Ampang Hilir Lake Garden, Batu-barlangok Sri Submaraniam-templom, Cornwallis-erőd, Dammikarama Burmai Templom, Desa Park City, Desa Water Park, Kapitan Keling-mecset, Kepong Botanikus Kert, Kepong Metropolitan Lake Garden, Penang Háborús Múzeum, Putra Perdana Park, Rimba Kiara Park, Rimba Riang Park, Szalahuddin Abdul Aziz szultán-mecset, Shah Alam Go Kart, Shah Alam Lake Garden, Sunway Lagoon, Titiwangsa Lake Garden |
| 2013. szeptember 3.  | Schmidt Ocean Falkor Ship Abaetetuba, Acaraú, Adamantina, Agrestina, Águas de Chapecó, Altinho, Ananindeua, Anápolis, Anastácio, Aracati, Araripina, Arcoverde, Ariquemes, Barra do Garças, Bela Vista, Belém, Boa Vista, Bonito, Bragança, Caarapó, Cáceres, Cacoal, Caicó, Cajazeiras, Camapuã, Campo Maior, Canindé, Cansanção, Carneirinho, Castanhal, Cidelândia, Cipó, Conceição do Araguaia, Coxim, Crateús, Cristalina, Cunha Porã, Descanso, Eldorado dos Carajás, Frederico Westphalen, Guaraí, Gurupi, Icó, Iguatu, Inhumas, Inocência, Ipameri, Iporã do Oeste, Iraceminha, Itapiranga, Jaraguá, Jaru, Ji-Paraná, Júlio de Castilhos, Jussara, Lago da Pedra, Lago do Junco, Lago dos Rodrigues, Luís Correia, Macapá, Manaus, Massapê, Miguel Alves, Miranda, Miranorte, Modelo, Monteiro, Nerópolis, Niquelândia, Nova Erechim, Nova Russas, Nova Veneza, Orós, Ouro Verde de Goiás, Palmares, Palmitos, Paraguaçu Paulista, Paraíso do Tocantins, Parnaíba, Parnamirim, Peixe, Pesqueira, Petrolina de Goiás, Pimenta Bueno, Pinhalzinho, Porangatu, Porto Nacional, Porto Velho, Queimadas, Rancharia, Redenção, Reriutaba, Ribas do Rio Pardo, Rio Branco, Rio Brilhante, Rolim de Moura, Rondonópolis, Santa Helena, Santa Inês, Santa Quitéria, Santa Rosa de Goiás, Santana do Acaraú, São Benedito, São Caetano, São João do Oeste, São Miguel do Oeste, São Raimundo Nonato, Sarandi, Saudades, Serra Alta, Serra Talhada, Sertânia, Sorriso, Sousa, Sul Brasil, Tabuleiro do Norte, Tianguá, Tucuruí, Tunápolis, Tutoia, União, Uruaçu, Verdejante, Vila Nova dos Martírios, Vilhena, Vitória de Santo Antão, Vitória do Mearim és további helyek Brazíliában Frissített képek Ivate és Mijagi prefektúra 17 városában, további helyek a fukusimai tilalmi zónában (Ókuma, Futaba) Bogotá, Barranquilla, Cartagena, San José de Cúcuta egy része, Bucaramanga, Ibagué, Pereira, Santa Marta, Montería, Villavicencio, Manizales, Valledupar, Neiva egy része, Armenia, Sincelejo, Riohacha, Tunja, látnivalók Medellínben és további helyek Kolumbiában Wieliczkai sóbányák Frissített képek és további helyek Spanyolországban További helyek Thaiföldön Frissített képek Christchurchben és Aucklandben és további helyek Új-Zélandon |
| 2013. szeptember 11. | Moto X-gyár |
| 2013. szeptember 12. | A Galápagos-szigetek és tengerpartjának egy része |
| 2013. szeptember 25. | További helyek és frissített képek az Amerikai Egyesült Államokban A CERN egyes részei (Nagy Hadronütköztető, ALICE, ATLAS és továbbiak) További helyek Japánban Mbabane, Manzini, Nhlangano, Siteki, Mhlume, Big Bend és további helyek Szváziföldön Csinmen-szigetek |
| 2013. október 7.     | A világ múzeumai a Google Art Project közreműködésében: Koreai Nemzeti Múzeum (Szöul) Ullens Kortárs Művészeti Központ (Peking), Csinsa Múzeum (Csengdu) Versailles-i kastély Musée d’art moderne Grand-Duc Jean (Luxembourg) Iparművészeti Múzeum (Budapest) Gyermekművészeti Nemzetközi Múzeum (Oslo) Venaria Reale |
| 2013. október 10.    | Reykjavík, Hafnarfjörður, Seltjarnarnes, Mosfellsbær, Álftanes, Garðabær, Grafarvogur, Kópavogur, Vogar, Grindavík, Hafnir, Reykjanesbær, Sandgerðisbær, Sveitarfélagið Garður, Akranes, Grundartangi, Hvanneyri, Borgarnes, Stykkishólmur, Grundarfjörður, Ólafsvík, Hellissandur, Ísafjörður, Hvammstangi, Hrafnagil, Akureyri, Litli-Árskógssandur, Dalvík, Ólafsfjörður, Húsavík, Kópasker, Langanesbyggð, Bakkafjörður, Vopnafjörður, Egilsstaðir, Seyðisfjörður, Reyðarfjörður, Eskifjörður, Neskaupstaður, Fáskrúðsfjörður, Stöðvarfjörður További helyek Mexikóban |
| 2013. október 28.    | Temze, HMS Ocelot, London–Gatwick repülőtér |
| 2013. november 14.   | Circuit of the Americas és frissített képek az Amerikai Egyesült Államokban További helyek Franciaországban További helyek Izlandon Velence és további helyek Olaszországban |
| 2013. november 19.   | National Mall, Tengerészgyalogsági háborús emlékmű (Washington), Alamo (San Antonio), túraútvonalak a Yellowstone Nemzeti Parkban, túraútvonalak a Sequoia Nemzeti Parkban, túraútvonalak a Grand Teton Nemzeti Parkban, túraútvonalak az Arches Nemzeti Parkban, Rushmore-hegy, Ördögtorony Nemzeti Emlékmű, Badlands Nemzeti Park, Joshua Tree Nemzeti Park, Signal Mountain és további helyek az Amerikai Egyesült Államokban Humájun császár síremléke Louisbourgi erőd, a Moraine Lake környéke, a Louise-tó környéke és további helyek Kanadában Priscilla-katakomba |
| 2013. december 4.    | Zájed sejk mecset Dárga Sárif További helyek és frissített képek Japánban A kanadai miniszterelnök irodája Nan és további helyek Thaiföldön |
| 2013. december 6.    | A világ múzeumai a Google Art Project közreműködésében: Inhotim, Iberê Camargo Alapítvány (Porto Alegre), Moreira Salles Intézet (Rio de Janeiro), Museu da Imagem e do Som (São Paulo) Villa Ephrussi de Rothschild (Saint-Jean-Cap-Ferrat), Musée des arts et métiers (Párizs) |
| 2013. december 11.   | Pearl- és Hermes-atoll, Lisianski-sziget, Laysan, Tern-sziget, Keleti-sziget Royds-fok, Castle Rock Loop Trail, WISSARD Test Site, Arena-völgy, Bonney-tó, McMurdo kutatóállomás, Taylor-völgy, Bull-szoros, Wright-völgy Tengeritehén-sziget, Peros Banhos Adamstown, a Henderson-sziget egy része La Boucle d’Absalon, Habitation Clément és Sainte-Anne délnyugati tengerpartja |

## 2014-es frissítések
| Hozzáadás dátuma     | Hely(ek) |
| -------------------- | --- |
| 2014. január 9.      | Kutub épületegyüttes, Vörös Erőd, Dzsantar Mantar obszervatórium, I’timād-ud-Daulah-síremlék, Raigad-erőd, Bibi Ka Maqbara, Rádzsgár-erőd, Sánivár Vada, Rádzsagiri-erőd, Kánheri-barlangok, Tirumájám-erőd, Szent György-erőd, Aga Khan-palota, Kárla-barlangok, Lenjádri-barlangok, Movár Koil és Alvár Koil, Csittannávaszal-barlangok |
| 2014. január 15.     | Top Gear Tesztpálya Santiago-erőd, Baluarte de San Diego Fatehpur Szíkri, Csandragiri-erőd, Pálli Kondaperumál és Malájadipátti és Síva-templom, Ámarávati Buddhista Sztúpák és Romok, Guntupálli-barlangok, Hirakota-erőd Tuol Szleng |
| 2014. január 28.     | San Agustin-templom, Plaza San Luis Complex |
| 2014. január 29.     | Jakutszk, Irkutszk, Habarovszk, Blagovescsenszk, Komszomolszk-na-Amure, Krasznaja Poljana, Isim, Vlagyivosztok, Juzsno-Szahalinszk, Alekszejevka, Anzsero-Szudzsenszk, Apatyityi, Arszk, Artyom, Belebej, Belorecsenszk, Birobidzsan, Boriszoglebszk, Boriszovka, Borovicsi, Buzuluk, Csapajevszk, Cserkesszk, Gorno-Altajszk, Gorjacsij Kljucs, Gubkin, Kandalaksa, Kingiszepp, Korocsa, Korszakov, Kistyim, Kizil, Labinszk, Langepasz, Ljugyinovo, Magadan, Nahodka, Nazarovo, Partyizanszk, Pocsep, Revda, Rosztov, Szatka, Szeverouralszk, Slisszelburg, Szuzdal, Tobolszk, Civilszk, Uhta, Uszty-Labinszk, Usszurijszk, Vjazma, Zarinszk és további helyek Oroszországban Ajdovščina, Bled, Bovec, Brežice, Celje, Črnomelj, Domžale, Gornja Radgona, Hrastnik, Idrija, Ilirska Bistrica, Izola, Jesenice, Kamnik, Kočevje, Koper, Kostanjevica ob Krki, Kranj, Krško, Laško, Lendva, Litija, Ljubljana, Ljutomer, Maribor, Metlika, Muraszombat, Nova Gorica, Novo Mesto, Ormosd, Piran, Postojna, Ptuj, Radeče, Radovljica, Ravne na Koroškem, Sevnica, Sežana, Slovenska Bistrica, Slovenj Gradec, Slovenske Konjice, Škofja Loka, Šoštanj, Tolmin, Trbovlje, Tržič, Velenje, Višnja Gora, Vrhnika, Zagorje ob Savi, Žalec, Cerknica, Dravograd, Grosuplje, Logatec, Medvode, Mengeš, Mežica, Prevalje, Ribnica, Rogaška Slatina, Ruše, Šempeter pri Gorici, Šentjur, Trebnje, Železniki, Žiri és további helyek Szlovéniában |
| 2014. február 20.    | Tádzs Mahal Kneszet Ducati Múzeum (Bologna) |
| 2014. február 27.    | Churchill |
| 2014. március 12.    | Colorado-folyó |
| 2014. március 23.    | Beng-templom, Vat Prampei Loveng |
| 2014. március 25.    | Adzsantai barlangtemplomok, Lord Cornwallis sírja, Aurángabádi barlangtemplomok, Elephantai barlangtemplomok, Jetavana, Lakhnaui Rezidencia |
| 2014. március 27.    | Opéra Garnier |
| 2014. március 31.    | Látnivalók Kambodzsában |
| 2014. április 15.    | Pontcysyllte-akvadukt, Maida Vale, Bingley Five-Rise Locks és további látnivalók az Egyesült Királyságban |
| 2014. április 18.    | Château Lafon-Rochet, Château La Conseillante, Château Coutet, Château Corbin Michotte, Château La Brède, Château de Malle, Pressac, Château d’Agassac, Saint-Émilion, Musée d’Aquitaine |
| 2014. április 21.    | További helyek az Amerikai Egyesült Államokban További helyek és frissített képek Ausztráliában További helyek Botswanában Afogados da Ingazeira, Altos, Amarante, Araioses, Boa Viagem, Bom Jesus, Canindé de São Francisco, Capim Grosso, Cícero Dantas, Cruzeiro do Sul, Brasiléia, Buriti dos Lopes, Coelho Neto, Coroatá, Corrente, Currais Novos, Elesbão Veloso, Epitaciolândia, Euclides da Cunha, Grajaú, Irecê, Jacobina, José de Freitas, Limoeiro, Limoeiro do Norte, Livramento de Nossa Senhora, Lucas do Rio Verde, Macaúbas, Mâncio Lima, Olho d’água das Flores, Ouricuri, Pedra Branca do Amapari, Penedo, Porto da Folha, Presidente Dutra, Presidente Dutra, Propriá, Regeneração, Ribeira do Pombal, Salgueiro, Santa Cruz do Capibaribe, Santa Maria da Vitória, Santana do Ipanema, São João do Piauí, Sena Madureira, Serrinha, Sumé, Surubim, Tarauacá, Tauá, Tucano, Uiraúna, Uruçuí, Valença do Piauí, Vargem Grande, Xapuri, Xique-Xique és további helyek Brazíliában Angol, Contulmo, Collipulli, Los Sauces, Purén, Traiguen, Victoria, Galvarino, Temuco, Villarrica, Pucón, Curarrehue, Chanco, Cobquecura, Constitución, Melipilla, Santa Cruz, Panguipulli, Lanco, Mariquina, Valdivia, Paillaco, Fresia, Castro, Quellón és további helyek Chilében További helyek az Egyesült Királyságban További helyek Kanadában Lamma-sziget, Cseung Csau, Peng Csau és országutak Hongkongban Medellín, Cali, Buga, Tuluá, Jamundí, Buenaventura, Quibdó, Popayán, Pitalito, Turbo, Yopal és további helyek Kolumbiában További helyek Lengyelországban Teyateyaneng, Butha-Buthe, Hlotse, Mokhotlong, Qacha’s Nek és további helyek Lesothóban További helyek Magyarországon További helyek Oroszországban Cuzco, Pucallpa, Iquitos, Juliaca, Ica, Cajamarca, Tumbes, Juanjuí, Moyobamba, Tarapoto, Huánuco, Tingo María, Huancavelica, Ayacucho, Abancay, Puerto Maldonado, Puno, Pisco, Mollendo, Moquegua, Ilo, Tacna, Nazca és további helyek Peruban További helyek Thaiföldön Csernobil |
| 2014. május 18.      | Anıtkabir |
| 2014. június 4.      | További helyek és frissített képek Ausztráliában A 2014-es labdarúgó-világbajnokság helyszínei További helyek Chilében Athén, Szaloniki, Pátra, Iráklio, Lárisza, Vólosz, Rodosz, Joánina, Haniá, Halkída, Agrínio, Kateríni, Tríkala, Széresz, Lamía, Xánthi, Alexandrúpoli, Kozáni, Kavála, Kalamáta, Véria, Komotiní, Korfu, Mütilíni, Trípoli, Míkonosz, Náxosz, Párosz, Szantorini és további helyek Görögországban További helyek Japánban Tumaco, Pasto, Ipiales, Ciudad Perdida, San Andrés-sziget egy része és további helyek Kolumbiában További helyek Magyarországon További helyek Mexikóban További helyek Thaiföldön |
| 2014. július 2.      | Red Bull Ring, Enduro-tesztpálya, Gokart-tesztpálya, 4-Wheel-tesztpálya Alnwick-i vár Edinburgh-i vár |
| 2014. július 23.     | Ranthambhaur-erőd Belgrád, Újvidék, Niš, Kabol, Béska, India, Újkarlóca, Golubinci, Ópazova, Újpázova, Vajka, Novi Banovci, Borcsa, Surčin, Beli Potok, Kaluđerica, Leštane, Boleč, Vinča, Slanci, Ovča, Pancsova, Tárcsó, Vrčin, Medoševac és további helyek Szerbiában |
| 2014. július 30.     | Dzsaiszalmer-erőd, Khadzsuráhó műemlékegyüttese, Lila Gumbadzs Ki Maszdzsid, Gválijar-erőd és további látnivalók Indiában |
| 2014. augusztus 8.   | Boise Állami Egyetem, Bostoni Egyetem, Brown Egyetem, Cornell Egyetem, Dartmouth Egyetem, Duke Egyetem, Georgetown Egyetem, Johns Hopkins Egyetem, Kent Állami Egyetem, Észak-Karolina Állami Egyetem, Északnyugati Egyetem, Rice Egyetem, Stanford Egyetem, Colorado Egyetem, Miami Egyetem, Michigan Egyetem, Mississippi Egyetem, Nebraska–Lincoln Egyetem, Oklahoma Egyetem, San Diego Egyetem, Washington Egyetem, Wisconsin–Madison Egyetem, Vanderbilt Egyetem Glasgow Egyetem Trinity College Kejó Egyetem, Vaszeda Tudományegyetem Calgary Egyetem, Regina Egyetem, Manitoba Egyetem |
| 2014. augusztus 20.  | További helyek Belgiumban További helyek és frissített képek Dániában Jakarta, Tangerang, Depok, Bogor, Surabaya, Gresik, Denpasar, Nusa Penida és további helyek Indonéziában Gullfoss, Haukadalur, Strokkur, Geysir, Vatnajökull Nemzeti Park egy része, Þingvellir Nemzeti Park egy része, Dettifoss, Kerið, Reynisdrangar, Gljúfursárfoss, Heiðmörk, Skjólfjörur, Bustarfell Múzeum, Skógafoss, Seljalandsfoss, Geirsnef-park Phnompen, Sziemreap, Takmao, Kampongcsam, Tboungkmum, Sziszofon, Kampongtom, Kampot, Purszat, Banlung, Sztungtreng és további helyek Kambodzsában További helyek Kolumbiában További helyek Magyarországon Khonken, Nongkhaj és további helyek Thaiföldön |
| 2014. szeptember 9.  | Gízai piramisok, Szaladin fellegvára, Dzsószer-piramis, Szakkara, Szent Mina-kolostor, Káitbej-vár Perai Múzeum, SALT Galata |
| 2014. szeptember 12. | Alvar Aalto Múzeum, Alvar Aalto Stúdió, Kulttuuritalo, Finlandia Hall, Säynätsalói városháza, Tehtaanmäki Iskola, Három Kereszt-templom, Kantola |
| 2014. szeptember 22. | Capitol Hill, Garapan és további helyek az Északi-Mariana-szigeteken Hagåtña és további helyek Guamon |
| 2014. szeptember 23. | Port de Cap d’Ail Port de Fontvieille, Port Hercule |
| 2014. szeptember 26. | Buenos Aires, Tres de Febrero partido, Almirante Brown partido, Alta Gracia, Avellaneda, Azul, Bahía Blanca, San Carlos de Bariloche, Berazategui, Berisso, Brandsen, Caleta Olivia, Campana, Cañada de Gómez, Cañuelas, Capilla del Señor, Carmen de Patagones, Casilda, Chimbas, Chivilcoy, Cipolletti, Clorinda, Comodoro Rivadavia, Concepción del Uruguay, Córdoba, Corrientes, Cruz Alta, El Calafate, El Carmen, Ensenada, Escobar partido, Esquel, Esteban Echeverría partido, Ezeiza, Federación, Florencio Varela, Formosa, General Güemes, General Pico, General Rodríguez, Godoy Cruz, Gualeguaychú, Guaraní, Hurlingham, Ituzaingó, José C. Paz, Junín, Junín de los Andes, La Banda, La Costa partido, La Matanza partido, La Plata, La Rioja, Lanús, Las Heras, Lomas de Zamora, Luján, Luján de Cuyo, Malvinas Argentinas partido, Mar del Plata, Marcos Juárez, Marcos Paz, Mendoza, Merlo, Moreno, Morón, Necochea, Neuquén, Oberá, Olavarría, Oliva, Oncativo, San Ramón de la Nueva Orán, Palpalá, Paraná, Paso de los Libres, Pergamino, Pilar, Pocito, Posadas, Presidencia Roque Sáenz Peña, Presidente Perón partido, Puerto Iguazú, Puerto Madryn, Quilmes, Rafaela, Rawson, Rawson, Resistencia, Río Cuarto, Río Gallegos, Río Grande, Río Tercero, Rosario, Rosario de Lerma, Salta, San Antonio de Areco, San Fernando, San Fernando del Valle de Catamarca, San Francisco, San Isidro, San Juan, San Justo, San Lorenzo, San Luis, San Martín, San Martín de los Andes, San Miguel, San Miguel de Tucumán, San Nicolás, San Pedro, San Pedro de Jujuy, San Rafael, San Salvador de Jujuy, San Vicente, Santa Fe, Santa Lucía, Santa Rosa, Santiago del Estero, Tafí Viejo, Tandil, Termas de Río Hondo, Tigre, Trelew, Tres Arroyos, Ushuaia, Venado Tuerto, Vicente López, Victoria, Viedma, Villa Ángela, Villa Carlos Paz, Villa Constitución, Villa Gobernador Gálvez, Villa María, Villa Mercedes, Villaguay, Zárate Frissített képek és további helyek Dániában További helyek Hollandiában További helyek Japánban További helyek Magyarországon Kuala Lumpur, Lembah Klang, Putrajaya, Cyberjaya, Ipoh, Pinang, Kedah, Perlis, Negeri Sembilan, Seremban, Johor, Johor Bahru, Melaka, Melaka, Pahang, Kuantan, Terengganu, Kelantan és további helyek Malajzia nyugati részén További helyek Mexikóban Apatyityi, Barguzin, Bratszk, Csulman, Dombaj, Kirovszk, Leszoszibirszk, Ulan-Ude, Csita, Nyerjungri, Nyikel, Nogliki, Oha, Olhon, Petropavlovszk-Kamcsatszkij, Uszty-Barguzin, Uszty-Ilimszk, Uszty-Kut, Vanyino, Vorkuta, Jelizovo, Zapoljarnyij és további helyek Oroszországban Löj és további helyek Thaiföldön |
| 2014. október 3.     | Teveutak a Liwa-oázis mellett Sochi Autodrom Hegyi utak Svájcban |
| 2014. október 11.    | Folketing |
| 2014. október 21.    | Szühebátor-tér (Ulánbátor), Dzsingisz kán lovas szobra (Erdene), 13. századi komplexum Gombe Nemzeti Park |
| 2014. október 23.    | Timpu, Paro, Puntsoling, Gelepu Gevog, Szamdrup Dzsongkhar, Mebisza, Punakha, Szamce, Trongsza, Mongar, Trasigang, Trasijangce, Vangdue Podrang, Gelepu, Daga, Dzsakar, Ura, Ha, Lunce, Pemagacel, Zemgang, Dampu és további helyek Bhutánban Grytviken, Right Whale-öböl, Prion-sziget, Hercules-öböl Carcass-sziget, West Point-sziget, New-sziget Clervaux, Parc Hosingen, Consthum, Heinerscheid, Hosingen, Munshausen, Troisvierges, Weiswampach, Wincrange, Bettendorf, Bourscheid, Diekirch, Ermsdorf, Erpeldange, Ettelbruck, Feulen, Hoscheid, Medernach, Mertzig, Reisdorf, Schieren, Vallée de l’Ernz, Beckerich, Ell, Grosbous, Préizerdaul, Rambrouch, Redange, Saeul, Useldange, Vichten, Wahl, Putscheid, Tandel, Vianden, Boulaide, Esch-sur-Sûre, Eschweiler, Goesdorf, Heiderscheid, Kiischpelt, Lac de la Haute-Sûre, Neunhausen, Wiltz, Winseler, Beaufort, Bech, Berdorf, Consdorf, Echternach, Mompach, Rosport, Waldbillig, Betzdorf, Biwer, Flaxweiler, Grevenmacher, Junglinster, Manternach, Mertert, Wormeldange, Bous, Burmerange, Dalheim, Lenningen, Mondorf-les-Bains, Remerschen, Remich, Schengen, Stadtbredimus, Waldbredimus, Wellenstein, Dippach, Garnich, Hobscheid, Käerjeng, Kehlen, Koerich, Kopstal, Mamer, Septfontaines, Steinfort, Bettembourg, Differdange, Dudelange, Esch-sur-Alzette, Frisange, Kayl, Leudelange, Mondercange, Pétange, Reckange-sur-Mess, Roeser, Rumelange, Sanem, Schifflange, Bertrange, Contern, Hesperange, Luxembourg, Niederanven, Sandweiler, Schuttrange, Steinsel, Strassen, Walferdange, Weiler-la-Tour, Bissen, Boevange-sur-Attert, Colmar-Berg, Fischbach, Heffingen, Larochette, Lintgen, Lorentzweiler, Mersch, Nommern, Tuntange és további helyek Luxemburgban További helyek Thaiföldön |
| 2014. október 30.    | Gomunolum-lávacsőrendszer, Mandzsanggul, Pidzsalim-erdő, Szongszan Ildzsulbong Le Lac Museo della Stregoneria di Triora Törcsvári kastély Csejte vára |
| 2014. december 8.    | Dubaj Blackness vára, Stirling vára, Dunfermline-várkastély, Fort George |

## 2015-ös frissítések
| Hozzáadás dátuma     | Hely(ek) |
| -------------------- | --- |
| 2015. január 21.     | Dakka, Csittagong, Gakulnagor, Genda, Hemajetpur, Najarhat, Szalimpur, Szavar Vallon Parlament (Namur), Charles de Gaulle-híd, Dinant fellegvára, Bois de la Paix, Mardasson-emlékmű (Bastogne), Montaigle-i vár (Onhaye) Novo Airão és további helyek Brazíliában Pichilemu, Bulnes, további helyek és frissített képek Chilében További helyek Hokkaidó szigetén További helyek Mexikóban További helyek Oroszországban További helyek Peruban További helyek Romániában További helyek Thaiföldön |
| 2015. február 18.    | Frissített képek és további helyek Ausztráliában Khulna és további helyek Bangladesben Frissített képek és további helyek a Dél-afrikai Köztársaságban Nuuk, Ilulissat, Qaqortoq, Tasiilaq, Paamiut, Narsaq, Uummannaq, Narsarsuaq, Kapisillit és további helyek, valamint vízi nézet Grönlandon Irbit, Tavda, Orlovszkij, Kotelnyikovo, Lenyinszk, Ahtubinszk, Urjupinszk, Alatyir, Krasznoszlobodszk, Lebedjany és további helyek Oroszországban Szávaszentdemeter, Árpatarló, Szabács, Loznica, Versec, Kevevára, Szendrő, Pozsarevác, Knjaževac, Prokuplje, Kuršumlija, Leskovac, Pirot, Surdulica és további helyek Szerbiában További helyek és frissített képek Thaiföldön Sakıp Sabancı Múzeum, Az Ártatlanság Múzeuma |
| 2015. március 2.     | Queensland Múzeum, Ausztrál Háborús Emlékhely, Ausztrál Nemzeti Múzeum, Nemzeti Arcképcsarnok, Powerhouse Múzeum, Ausztrál Mozgóképközpont, Victoriai Nyilvántartási Hivatal Vízi képek az Amazonas-medencében, Aripuanã-folyó, Madeira-folyó, erdei útvonalak és látványosságok az Amazonas-esőerdőben |
| 2015. március 6.     | Antietam Nemzeti Csatatér, a Potomac egy része, az Anacostia egy része Punta Arenas, Puerto Natales Boeing 777 Air France repülőgép a Párizs-Charles de Gaulle repülőtéren Harabali és további helyek Oroszországban Bor, Zombor, Óbecse, Törökbecse, Temerin, Nagybecskerek, Palánka, Sid, Smederevska Palanka, Mladenovac, Velika Plana, Aranđelovac, Lazarevac, Valjevo, Kraljevo, Kragujevac és további helyek Szerbiában |
| 2015. március 11.    | Rikuzentakata és további helyek Japánban Nemzeti Akadémiai Drámaszínház (Ulánbátor) A Csomolungma környéke (Lukla, Phakding, Khumjung, Phortse, Pangboche, Dughla, Lobuche, Thamu, Thame) |
| 2015. március 16.    | Fernando de Noronha-szigetcsoport, Rocas-atoll India kapuja, Sér Sáh Szúri síremléke, Nálanda, Vikramásila Egyetem, Laksmana-templom, Konáraki naptemplom, Maiszúri palota, Maiszúri Állatkert, Rádzsaráni templom, Udajagíri-barlangok, Pattadakal és további látnivalók Indiában |
| 2015. március 24.    | Thászosz, Gávrio, Ándrosz, Tínosz, Híosz, Apollónia, Folégandrosz, Éjina, Gájosz |
| 2015. március 30.    | A Duna egyes szakaszai Ausztriában A Duna egyes szakaszai Bulgáriában A Duna egyes szakaszai Horvátországban A Duna egyes szakaszai Magyarországon A Duna egyes szakaszai Romániában A Duna egyes szakaszai Szerbiában A Duna egyes szakaszai Szlovákiában |
| 2015. április 7.     | Utak a Torres del Paine Nemzeti Park környékén |
| 2015. április 20.    | Robben-sziget Loch Ness Látványosságok a Gallipoli-félszigeten |
| 2015. április 30.    | Ivvavik Nemzeti Park, Torngat Mountains Nemzeti Park, Tuktut Nogait Nemzeti Park, Auyuittuq Nemzeti Park, Wood Buffalo Nemzeti Park |
| 2015. május 6.       | Utcák Antananarivóban, Morondavában, Ambanjában, Toliarában és Belo Sur Merben, Barren-szigetek, Nosy Komba, a Sambirano egyes szakaszai, Ambalahonko, Velondriake Országház, Mátyás-templom, Dohány utcai zsinagóga, tokaji borvidék, egri vár, Halászbástya, Fővárosi Állat- és Növénykert, Zsolnay Kulturális Negyed |
| 2015. május 14.      | Víz alatti képek Bermudánál |
| 2015. május 19.      | Santa María, Lo Miranda, Loncoche, Pitrufquén, Victoria és további helyek Chilében További helyek Kolumbiában Sankt Gallen, Ticino, Chur, Locarno, St. Moritz, Bellinzona és további helyek Svájcban Jaszoton, Amnat Csarön és további helyek Thaiföldön |
| 2015. május 29.      | Pago Pago egy része, Fagatogo egy része, Tafuna egy része, Ofu, Olosega, Ta‘ū, Rose-atoll és további helyek Amerikai Szamoán |
| 2015. június 4.      | Víz alatti képek a Larsen-öbölben Víz alatti képek Anguillánál Víz alatti képek Arubánál Víz alatti képek a Nagy-korallzátonynál Víz alatti képek a Bahama-szigeteknél Víz alatti képek Belize-nél Víz alatti képek Bonaire-nél Veszély-sziget, Île du Milieu, Nelson-sziget, Île du Coin, Coin du Mire, Grande Île Coquillage, Petite Île Coquillage, Grande Île Mapou, Moresby-sziget, Île Saint-Brandon, Grande Île Bois Mangue, Petite Île Bois Mangue, Île de la Passe, Île Fouquet, Île Jacobin, Île du Sel, Île Poule és víz alatti képek a Brit Indiai-óceáni Területen Víz alatti képek Rarotongánál Víz alatti képek Curaçaónál Víz alatti képek Guadeloupe-nál Víz alatti képek Balinál Víz alatti képek a Jaco-szigetnél Víz alatti képek a Maldív-szigeteknél Víz alatti képek Saint Vincent és a Grenadine-szigeteknél Víz alatti képek a Marovo-lagúnánál Víz alatti képek a Turks- és Caicos-szigeteknél |
| 2015. június 8.      | Frissített képek Curanilahuében, La Uniónban, Machalíben, Tocopillában, Cañetében, La Lajában, Río Buenóban, Nueva Imperialban, Vicuñában, Cabreróban, Granerosban, Panguipulliban és további helyeken Chilében |
| 2015. június 12.     | Sněžka Wrocław Nikolausz Kopernikusz repülőtér, Wrocław Główny, WUWA, Ogród Japoński, Aula Leopoldina Tordai Sóbánya |
| 2015. június 17.     | Etna |
| 2015. június 24.     | El Capitan |
| 2015. július 14.     | További helyek és frissített képek Ausztráliában Battambang, Pailin, Sihanoukville, Szvajrieng és további helyek Kambodzsában Vientián Bintulu, Sibu, Miri, Sandakan, Tawau, Lahad Datu, Penampang, Kota Samarahan, Serian és további helyek Malajziában Ulánbátor, Erdenet, Darhan, Szajnsand, Bagahangaj, Csojr egy része, Bajan és további helyek Mongóliában |
| 2015. július 18.     | Zuunmod, Baganuur, Züünbajan, Erdene, Zamin-Üüd, Züünharaa, Szühbaatar, Altanbulag, Hüder, Mandalgovi egy része és további helyek Mongóliában |
| 2015. augusztus 19.  | Leh-palota, Maradéssvara, Csitradurga, Bhakta Szing-palota, Delhi Metro-kiállítás a Nemzeti Tudományos Központban, látnivalók Risikésben, látnivalók Vadatalavban, látnivalók Gudzsarátban Lahor egy része, Lahor óvárosa, Lahori erőd, Lahor Múzeum, Salimár-kertek, Katasz Rádzs-templomok, Deravar-erőd, Sejkupura-erőd, Quaid-e-Azam Könyvtár, Kinnaird College Női Egyetem, Government College Egyetem, King Edward Orvosi Egyetem, Pandzsáb Informatikai Egyetem, Hirán Minár Park, Rohtasz-erőd, Dzsahángír mauzóleuma és további látnivalók Pakisztánban |
| 2015. augusztus 28.  | Nyugat-Malajzia partvidéke |
| 2015. szeptember 3.  | Concordia, Chacabuco, Curuzú Cuatiá, Bell Ville, Trenque Lauquen, Bragado, Pehuajó, Villa Gesell, Bella Vista, Baradero, General José de San Martín, Lincoln, Juan José Castelli, Pinamar, Pampa del Indio és frissített képek Argentínában Somerset Village egy része, Hog Bay egy része, Mt. Pleasant egy része, Camden egy része, Hamilton egy része, Flatts Village egy része, St. George’s egy része További helyek és frissített képek Portugáliában Szabadka, Zombor, Nagykikinda, Zenta és további helyek Szerbia északi részén Szakonnakon, Ubon Ratcsatani és további helyek Thaiföldön |
| 2015. szeptember 15. | Samburu Nemzeti Park, Lewa Vadvilági Gondnokság, Marania Farm, Sheldrick Elefánt Árvaház |
| 2015. szeptember 16. | Sardzsa, Adzsmán, Húr Fakán, Kalbá és további helyek az Egyesült Arab Emírségekben Manila, Quezon City, Pateros, Caloocan, Las Piñas, Makati, Malabon, Mandaluyong, Marikina, Muntinlupa, Navotas, Parañaque, Pasay, Pasig, San Juan, Taguig, Valenzuela, Dasmariñas, General Santos, Bacoor, San Jose del Monte, Iloilo City, Calamba, Baguio, Batangas City, Imus, San Pedro, Santa Rosa, Lipa, Biñan, San Pablo, Cabuyao, Malolos, Meycauayan, San Carlos, Dagupan, Tanauan, Trece Martires, Gapan, Cavite City, Alaminos, Tagaytay Bandung, Palembang, Yogyakarta, Bandar Lampung, Cilegon, Semarang, Serang, Purwakarta, Sukabumi, Subang, Cirebon, Garut, Tasikmalaya, Purwokerto, Cilacap, Kebumen, Surakarta, Mataram, Wonosari, Jember, Probolinggo, Banyuwangi, Pasuruan, Situbondo és további helyek Indonéziában További helyek és frissített képek Szerbiában |
| 2015. szeptember 28. | Airbus A318 a London-City repülőtéren Arauca és további helyek Kolumbiában |
| 2015. szeptember 29. | Northumberlandi Nemzeti Park, Simonside Hills, Hadrianus fala, Pennine Way |
| 2015. október 1.     | Járműmúzeum (Almati) |
| 2015. október 4.     | Cemitério São João Batista |
| 2015. október 7.     | Szkopje, Kumanovo, Ohrid, Bitola, Prilep, Velesz, Sztrumica, Tetovo egy része, Kicsevo és további helyek Macedóniában További helyek Thaiföldön Kampala, Entebbe és további helyek Ugandában Dnyipro egy része, Zsitomir, Ternopil, Vinnicja, Ivano-Frankivszk, Mikolajiv, Krivij Rih, Poltava, Csernyihiv, Cserkaszi, Szumi, Kamjanszke, Kropivnickij, Hmelnickij, Rivne, Kremencsuk, Luck, Bila Cerkva, Melitopol egy része, Nyikopol, Bergyanszk, Ungvár, Kamjanec-Pogyilszkij, Olekszandrija, Konotop, Umany, Berdicsiv, Sosztka, Brovari, Munkács, Drohobics, Nyizsin, Novomoszkovszk, Septickij, Pervomajszk, Szmila, Kalus, Koroszteny, Kovel, Priluki, Sztrij, Kolomija, Novohrad-Volinszkij, Enerhodar, Boriszpil, Novovolinszk, Lubni, Nova Kahovka, Fasztyiv, Komszomolszk, Romni, Ohtirka, Szvitlovodszk, Marhanec, Sepetyivka, Ordzsonyikidze, Vozneszenszk, Irpiny, Vaszilkiv, Dubno, Kuznecovszk, Volodimir-Volinszkij, Juzsnoukrajinszk, Boriszlav, Zsmerinka, Szambir, Bojarka, Hluhiv, Sztarokosztyantinyiv, Visneve, Netyisin, Szlavuta, Mohiliv-Pogyilszkij, Obuhiv, Perejaszlav, Truszkavec, Kosztopil, Znamjanka, Huszt, Csortkiv, Lebedin, Bucsa, Novij Rozgyil, Szarni, Malin, Hmilnik és további helyek Ukrajnában |
| 2015. október 7.     | Szír Baní Jász, Marina Mall, Zayed Sports City Stadium, Zájed Egyetem, Yas Marina Circuit, Hazza bin Zayed Stadium, El-Ajn Állatkert és további látnivalók az Egyesült Arab Emírségekben |
| 2015. október 22.    | Del Norte Coast Redwoods State Park, Mandalay State Beach, Natural Bridges State Beach, Pfeiffer Big Sur State Park, Plumas-Eureka State Park, Santa Monica State Beach, Seacliff State Beach, Twin Lakes State Beach, Zmudowski State Beach, Mount Hood, Taylor Mountain, Sonoma Valley Regional Park, North Sonoma Mountain Regional Park, Spring Lake Regional Park, Shiloh Ranch Regional Park, Doran Regional Park, Pinnacle Gulch, Shorttail Gulch, Sea Ranch, Gualala Point Regional Park, Ragle Ranch Regional Park, Laguna de Santa Rosa Trail, Joe Rodota Trail, West County Regional Trail További helyek és frissített képek Bulgáriában Coco Rio Ankara, Isztambul, İzmir, Bursa, Adana egy része, Konya, Antalya, Kayseri, Mersin, Eskişehir, Diyarbakır egy része, Samsun, Denizli, Adapazarı, Malatya, Kahramanmaraş, Erzurum, Van, Batman, Elazığ, İzmit, Manisa, Sivas, Gebze, Balıkesir, Tarsus, Kütahya, Trabzon, Çorum, Çorlu, Adıyaman, Osmaniye, Kırıkkale, Antakya egy része, Aydın, İskenderun, Uşak, Aksaray, Afyonkarahisar, Isparta, İnegöl, Rodostó, Edirne, Darıca, Ordu, Karaman, Gölcük, Siirt, Körfez, Kızıltepe, Düzce, Tokat, Bolu, Derince, Turgutlu, Bandırma, Nazilli, Kırşehir, Niğde (település), Zonguldak, Ceyhan, Karabük, Akhisar, Lüleburgaz, Karadeniz Ereğli, Ağrı, Polatlı, Rize, Salihli, Ereğli, Çanakkale, Yalova, Alanya, Giresun, Bingöl, Amasya, Kastamonu, Erzincan, Elbistan, Nevşehir, Kartepe, Çayırova, Mardin, Manavgat, Bafra, Kilis, Kadirli, Kars, Iğdır, Ünye, Kozan, Soma, Ödemiş, Muş, Burdur, Yozgat, Fethiye, Erciş, Çerkezköy, Dörtyol, Çankırı, Kırıkhan, Söke, Kırklareli, Doğubeyazıt, Başiskele, Kuşadası, Ergani, Tavşanlı, Muğla, Turhal, Tatvan, Kâhta, Akşehir, Bergama, Erbaa, Bozüyük, Çarşamba, Mustafakemalpaşa, Patnos, Orhangazi, Bismil, Sorgun, Keşan, Midyat, Merzifon, Bartın, Kapaklı, Milas, Karacabey, Edremit, Tire, Fatsa, Silifke, Alaşehir, Didim, Serik, Bilecik, Karamürsel, Bitlis, Erdemli, Gönen, Dilovası, Düziçi, Uzunköprü, Biga, Seydişehir, Silvan, Afşin, Burhaniye, Suluova, Bucak, Sinop, Develi, Bulancak, Bor, Safranbolu, Akçaabat, Ayvalık, Marmaris, Payas, Sungurlu, Beypazarı, Zile, Kozlu, Sandıklı, Bodrum, Bayburt, Anamur, Karapınar, Niksar, Terme, Ilgın, Beyşehir, Erzin, Bolvadin, Tunceli, Yenişehir, Yerköy, Çumra, Karasu, Babaeski, Malkara, Çan, Kumluca, Kurtalan, Ortaca, Şereflikoçhisar, Pazarcık, Mut, Gölbaşı, Tosya, Vezirköprü, Boyabat, Osmancık, Besni, Simav, Dinar, Artvin, Gümüşhane, Ardeşen, Dalaman, Gelibolu és további helyek Törökországban |
| 2015. október 29.    | Kinabalu-hegy és további látnivalók Malajziában |
| 2015. november 3.    | Kahatapitija Dzsamma Maszdzsid Milford-túraútvonal, Kepler-túraútvonal, Abel Tasman Coast-túraútvonal, Nagy Waikaremoana-tó-túraútvonal, Heaphy-túraútvonal, Routeburn-túraútvonal, Rakiura-túraútvonal |
| 2015. november 11.   | Vasútvonalak Portugáliában |
| 2015. november 12.   | Amaras-kolostor La Paz, El Alto, Cochabamba, Santa Cruz de la Sierra, Montero, Warnes, La Guardia egy része, Viacha, Villamontes egy része, Camiri egy része, Punata egy része, Cotoca, Mineros egy része, El Torno egy része, Portachuelo egy része, San José de Chiquitos egy része, Sipe Sipe egy része, Patacamaya egy része, Vallegrande, Laja, Irpa Irpa, Cliza, Mizque, Aiquile és további helyek Bolíviában Quito, Guayaquil, Cuenca, Santo Domingo egy része, Machala, Durán, Portoviejo, Manta, Loja, Ambato, Esmeraldas, Quevedo, Riobamba, Milagro, Ibarra, La Libertad, Babahoyo, Sangolquí, Daule, Latacunga, Tulcán, Chone, Pasaje egy része, Santa Rosa, Nueva Loja, Huaquillas, El Carmen egy része, Montecristi, Samborondón egy része, Puerto Francisco de Orellana egy része, Jipijapa egy része, Santa Elena, Otavalo egy része, Cayambe, Buena Fé egy része, El Empalme egy része, La Troncal egy része, El Triunfo egy része, Salinas, Playas, Azogues, Puyo, Vinces egy része, La Concordia egy része, Quinindé egy része, Balzar egy része, Naranjito egy része, Guaranda, La Maná egy része, San Lorenzo egy része, Catamayo, El Guabo egy része, Pedernales egy része, Atuntaqui egy része, Bahía de Caráquez egy része, Pedro Carbo egy része és további helyek Ecuadorban British Museum Járműmúzeum (Minszk) Nazarbajev Egyetem (Nur-Szultan) Látnivalók Kamcsatkán Tanahati-kolostor, Gndevank, Szent Gajane-templom, Tegher Vank, Talini székesegyház, Arovcsi székesegyház, Haricsavank, Marmaseni székesegyház, Saint Hripszime-templom, Saint Gevorg-templom Khalid Király Egyetem (Abha) Thiên Mụ Pagoda (Huế) |
| 2015. november 15.   | Shady Brook Farm, Nockamixon State Park, Tyler State Park, Peace Valley Lavender Farm, Core Creek Park, Bowman’s Hill Vadvirágpark, Ringing rocks, Delaware Canal State Park és további parkok Bucks megyében, az Amerikai Egyesült Államokban |
| 2015. november 22.   | Petra, Kis Petra, Ám Kájsz, Capitolias, Adzslún Természetvédelmi Terület, Adzslún erődje, Dzseras, Ám al-Dzsimál, Ammáni citadella, Ammáni római színház, Jordánia Múzeum, Arak Al-Amír, Al-Magtasz, Szurb Karapet-templom, Kaszr Harana, Holt-tenger Panorámakomplexum, Mahaerusz, Diban, Kerak erődje, Kaszr Tuba, Montreal-erőd, Akaba erődje, Akabai Régészeti Múzeum és további látnivalók Jordániában |
| 2015. november 27.   | Lalla Haszna-park (Marrákes) Lucian Blaga Nemzeti Színház, Kolozsvári Állami Magyar Színház, Istenszülő elszenderedése katedrális, Kolozsvár Aréna, Kolozsvári botanikus kert, Kolozsvári neológ zsinagóga, Szent Mihály-templom (Kolozsvár) Atatürk nemzetközi repülőtér (Isztambul) Montevideói Katedrális, Solís Színház, Auditorio Nacional del Sodre Dra. Adela Reta |
| 2015. december 2.    | Manly Beach, Pünkösd-szigetek, Bondi Beach, Bronte Beach, Hyams Beach, Byron-öböl, Shelly Beach Barra do Bugres, Casca, José Bonifácio, Laranjeiras do Sul és további helyek Brazíliában Puerto Williams és további helyek Chilében Tioman-sziget és további helyek Malajziában További helyek Oroszországban Machu Picchu, Machupicchu, Poroy–Machu Picchu-vasútvonal és további helyek Peruban Ko Szamuj és további helyek Thaiföldön Montevideo, Ciudad de la Costa egy része, Salto, Paysandú, Las Piedras, Rivera, Maldonado, Tacuarembó, Melo, Mercedes, Artigas, Minas, San José de Mayo, Durazno, Barros Blancos, Ciudad del Plata egy része, San Carlos egy része, Colonia del Sacramento, Pando egy része, Treinta y Tres, Rocha, Fray Bentos, Trinidad, La Paz egy része, Canelones, Carmelo, Santa Lucía, Progreso egy része, Paso de Carrasco, Río Branco, Paso de los Toros, Bella Unión, Libertad, Rosario egy része, Nueva Palmira, Chuy, Punta del Este, Piriápolis egy része, Salinas, Parque del Plata, Castillos, Sarandí del Yí egy része, San Ramón egy része, Tarariras egy része, Pan de Azúcar egy része, Sauce, Sarandí Grande egy része, Atlántida, Cardona egy része, San Jacinto, Toledo egy része, Vergara egy része, Santa Rosa egy része, Florencio Sánchez egy része, La Paloma, San Gregorio de Polanco, Colonia Valdense egy része, Cerrillos, Migues egy része és további helyek Uruguayban |
| 2015. december 17.   | Airbus A380 és Boeing 777 a dohai Hamad Nemzetközi Repülőtéren Ćazim Begova Džamija Katamarán-kikötő Walvis Bay-ben, Hosea Kutako Nemzetközi Repülőtér (Windhoek) |

## 2016-os frissítések
| Hozzáadás dátuma     | Hely(ek) |
| -------------------- | --- |
| 2016. január 13.     | Miniatur Wunderland (Hamburg) |
| 2016. január 21.     | Mont Blanc Parlament Palotája (Bukarest) |
| 2016. január 25.     | Izraeli Nemzeti Túraútvonal |
| 2016. február 3.     | További helyek Izraelben Nakonpanom, Muktahan, Phetcsaburi és további helyek Thaiföldön Florida, Dolores, Young, Juan Lacaze, Nueva Helvecia, Lascano egy része, José Pedro Varela y Berro, Tala, Guichón egy része, Ombúes de Lavalle, Aiguá, San Bautista és frissített képek Uruguayban |
| 2016. február 25.    | Sucre, Potosí, Oruro és további helyek Bolíviában További helyek Ecuadorban Cebu, Davao, Bacolod, Tuguegarao, Santiago, Naga, Legazpi és további helyek a Fülöp-szigeteken Konan környéke, Manabe-sziget környéke és további helyek Japánban Saint-Denis, Saint-Louis és további helyek Réunionon Kalaszin, Pracsuapkhirikhan és további helyek Thaiföldön Zaporizzsja, Szinyelnikove, Zsovtyi Vodi |
| 2016. március 3.     | Nome, Unalakleet, Galena, az Iditarod Kutyaszánhúzó-verseny pályája |
| 2016. március 8.     | Kruger Nemzeti Park Bandra Kurla Complex |
| 2016. március 17.    | North Downs Way és további túraútvonalak az Egyesült Királyságban |
| 2016. március 21.    | Umm-el-Kaivein Colombo, Dehivala-Mount Lavinia, Moratuva, Beruvala, Negombo, Csilav, Vennappuva, Szrí Dzsajavardhanapura Kótté, Kandi, Kalmunai, Vavuniya, Trincomalee, Batticaloa, Jaffna, Point Pedro, Puthukkudiyiruppu, Polonnaruva, Katunayake, Matara, Tangalle, Hambantota, Kinniya, Pottuvil, Arugam-öböl, Akkaraipattu, Kattankudy, Hikkaduva, Mannar, Kilinoccsi, Dambulla, Kolonnava, Anuradhapura, Ratnapura és további helyek Srí Lankán |
| 2016. március 24.    | Batcave (Orion) |
| 2016. március 28.    | Krabi tartomány tengerpartja, Kopangan, Kotau és további helyek Thaiföldön |
| 2016. március 31.    | További helyek Dél-Koreában Cagayan de Oro és további helyek a Fülöp-szigeteken További helyek a thai határ közelében Kambodzsában További helyek Srí Lankán Szuratthani, Ranong és további helyek Thaiföldön |
| 2016. április 20.    | Zamboanga egy része és további helyek a Fülöp-szigeteken További helyek a thai határ közelében Kambodzsában Pangnga, Ranong tartomány fennmaradó része és további helyek Thaiföldön |
| 2016. április 25.    | Pripjaty |
| 2016. április 26.    | Sydney-i Operaház |
| 2016. május 5.       | Sisimiut, Aasiaat és további helyek Grönlandon Látnivalók Sirázban, beleértve Háfiz síremléke, Beszát-park, Siráz Művészeti Kert Biskek, Os egy része, Dzsalalabad egy része, Narin egy része, Karakol egy része és további helyek Kirgizisztánban Pakxé egy része, Szavannakhet, Vangvieng egy része, Luangprabang egy része és további helyek Laoszban Szent Erasmus-erőd (Valletta) |
| 2016. május 9.       | Nemzeti parkok Argentínában |
| 2016. május 18.      | Tagum, Laoag, Vigan, Baler, Puerto Galera, Malaybalay és további helyek a Fülöp-szigeteken Hatjaj egy része, Krabi, Trang és további helyek Thaiföldön |
| 2016. május 25.      | A 2016. évi nyári olimpiai és paralimpiai játékok helyszínei Rio de Janeiróban |
| 2016. június 8.      | Rádzssahi, Bariszál, Szilhet, Rangpur és további helyek Bangladesben Mörön egy része és további helyek Mongóliában |
| 2016. június 13.     | Sable-sziget |
| 2016. július 18.     | További helyek és frissített képek az Amerikai Egyesült Államokban További helyek és frissített képek Ausztráliában További helyek és frissített képek Brazíliában További helyek és frissített képek Dániában További helyek és frissített képek az Egyesült Királyságban További helyek és frissített képek Franciaországban Mindoro, La Union, Marinduque és további helyek a Fülöp-szigeteken További helyek és frissített képek Hollandiában További helyek és frissített képek Japánban További helyek és frissített képek Kanadában További helyek és frissített képek Mexikóban További helyek és frissített képek Norvégiában További helyek és frissített képek Olaszországban További helyek és frissített képek Spanyolországban Gálle és további helyek Srí Lankán További helyek és frissített képek Svédországban Szatun egy része és további helyek Thaiföldön |
| 2016. július 23.     | Csojbalszan egy része, Barún-Urt egy része, Öndörhán egy része, Dariganga egy része, Matad egy része, Halhgol egy része és további helyek Mongóliában |
| 2016. augusztus 6.   | National Aquarium, USS Iowa (BB-61) és víz alatti képek Seattle-nél Infanta, Masbate és további helyek a Fülöp-szigeteken Medan, Binjai, Tebing Tinggi, Pematangsiantar, Jambi, Padang Sidempuan, Padang, Bukittinggi, Pagar Alam, Pekanbaru, Dumai egy része, Sungai Penuh, Sungailiat, Pangkal Pinang, Muntok, Tanjung Pandan, Metro, Bengkulu, Batam, Manado, Gorontalo, Palu, Makassar, Kendari, Kolaka, Parepare, Singkawang, Pontianak, Samarinda, Balikpapan, Banjarmasin, Bontang, Bima, Maumere és további helyek Indonéziában |
| 2016. augusztus 12.  | Fudzsejra egy része, Edh Dhejd, Dibba El-Hiszn és további helyek az Egyesült Arab Emírségekben |
| 2016. augusztus 24.  | További helyek és frissített képek az Amerikai Egyesült Államokban Hatjaj egy része, Szatun, Pattalung és további helyek Thaiföldön |
| 2016. szeptember 1.  | További helyek és frissített képek az Amerikai Egyesült Államokban Frederiksted egy része, Carambola Beach, Buccaneer Golfpálya, Isaac Point, St. George Village Botanikus Kert, Rainbow Beach, Hams Bluff Light További helyek és frissített képek Ausztráliában További helyek Brazíliában További helyek és frissített képek az Egyesült Királyságban További helyek és frissített képek Franciaországban További helyek a Fülöp-szigeteken További helyek és frissített képek Kanadában További helyek és frissített képek Olaszországban További helyek és frissített képek Spanyolországban Szongkla és további helyek Thaiföldön |
| 2016. szeptember 27. | Uyuni vonattemető, El Alto Nemzetközi Repülőtér és további látnivalók Bolíviában |
| 2016. november 10.   | Tirana, Durrës, Vlora, Elbasan, Shkodra, Fier, Korça, Berat, Lushnja, Pogradec, Kavaja, Gjirokastra Puerto Princesa, Tacloban, Roxas, Ormoc, Dumaguete, Tagbilaran, Panglao és további helyek a Fülöp-szigeteken Tarakan, Kupang, Nias, Waingapu, Atambua, Kalabahi és további helyek Indonéziában Podgorica, Nikšić, Pljevlja, Bijelo Polje, Cetinje, Bar, Herceg Novi, Berane, Budva, Ulcinj |
| 2016. december 14.   | További helyek a Saint Croix-szigeten Catanduanes, Tablas-sziget San Juan, Ponce, Mayagüez, Bayamón, Caguas egy része, Guayama egy része és további helyek Puerto Ricón |

## 2017-es frissítések
| Hozzáadás dátuma     | Hely(ek) |
| -------------------- | --- |
| 2017. február 7.     | Elmina-vár, Nzulezu-cölöpfalu és további látnivalók Ghánában További helyek Grönlandon Gorée, Retba-tó és további látnivalók Szenegálban Erzsébet királynő Nemzeti Park, Mburo Tavi Nemzeti Park, Kibale Erdei Nemzeti Park, Semuliki Nemzeti Park, Murchison-vízesés Nemzeti Park, Elgon-hegy Nemzeti Park, Kidepo-völgy Nemzeti Park |
| 2017. február 8.     | Boracay, Romblon-sziget, Sibuyan, Alabat és további helyek a Fülöp-szigeteken Accra egy része, Kumasi egy része, Cape Coast egy része, Sekondi-Takoradi egy része, Obuasi egy része, Sekondi-Takoradi egy része, Tamale egy része, Wa egy része és további helyek Ghánában Dakar egy része, Kaolack egy része, Thiès egy része, Saint-Louis egy része, Touba egy része, Diourbel egy része és további helyek Szenegálban |
| 2017. február 15.    | Uliasztaj egy része, Toszoncengel egy része, Altaj egy része, Hovd egy része, Ulaangom egy része, Ölgij egy része, Arvajheer egy része, Bajanhongor egy része és további helyek Mongóliában |
| 2017. február 28.    | Kávéültetvények Kolumbiában Vasútállomások Madrid környékén |
| 2017. március 15.    | Víz alatti képek Nouméa környékén Ambrym-vulkán és környezete, Kuwae víz alatti kaldera, Million Dollar Point, az SS President Coolidge roncsai |
| 2017. március 18.    | Víz alatti képek San Francisco környékén, Inner Harbor (Baltimore) és további helyek az Amerikai Egyesült Államokban Narra és további helyek a Fülöp-szigeteken Pattani, Narathiwat Tunisz egy része, Bizerta egy része, Nabeul egy része, Hammámet egy része, Szúsza egy része, Monasztir egy része, Kajruan egy része, Mahdia egy része, El Dzsem egy része, Szfaksz egy része, Gabès egy része, Dzserba egy része, Arjana egy része és további helyek Tunéziában |
| 2017. március 27.    | Pembrokeshire Coast-túraútvonal |
| 2017. április 9.     | Beaumont-Hamel Új-Fundland Emlékmű, Kanadai Nemzeti Vimy Emlékmű |
| 2017. április 13.    | Dél-Korea nemzeti parkjai |
| 2017. április 25.    | Dhajd, Manáma, Maszafi, Rász el-Haima és további helyek az Egyesült Arab Emírségekben Guatemalaváros egy része, Mixco egy része, Quetzaltenango egy része, Huehuetenango egy része, Antigua Guatemala egy része, Escuintla egy része, Amatitlán egy része, Panajachel, Chichicastenango, Santa Cruz del Quiché egy része, Mazatenango, Retalhuleu egy része, Cuatepeque egy része, Cobán egy része, Flores egy része, Livingston egy része, Puerto Barrios egy része és további helyek Guatemalában |
| 2017. május 17.      | Amerikai Űr- és Rakétaközpont Miquelon-Langlade egy része, Saint-Pierre egy része |
| 2017. június 14.     | Tegu, Kvangdzsu, Incshon, Tedzson, Szogüpho, Phjongcshang, Csedzsu, Kvangjang, Kimpho, Csondzsu, Phadzsu, Jangdzsu, Phocshon, Kaphjong, Szuvon, Jongin, Oszan, Hvaszong, Vondzsu, Höngszong, Jongvol, Koszong, Szokcsho, Jangjang, Kangnung, Uldzsin, Jongdok, Cshongszong, Phohang, Kumi, Kunü, Kjongdzsu, Mirjang, Hadong, Cshangnjong, Kimdzse, Kocshang, Muan, Nadzsu, Mokpho, Hamphjong, Joszu, Udo és további helyek Dél-Koreában További helyek a Fülöp-szigeteken További helyek Indonéziában Valletta egy része, Birgu, Bormla, Mdina, Qormi, Rabat, Isla, Siġġiewi, Żabbar, Żebbuġ, Żejtun, Attard, Balzan, Birkirkara, Birżebbuġa, Dingli, Fgura, Floriana, Gudja, Gżira egy része, Għargħur, Għaxaq, Ħamrun, Iklin, Kalkara, Kirkop, Lija, Luqa, Marsa, Marsaskala, Marsaxlokk, Mellieħa, Mġarr, Mosta, Mqabba, Msida egy része, Naxxar, Paola, Pembroke egy része, Pietà, Qrendi, Rabat, Safi, San Ġiljan, San Ġwann, San Pawl il-Baħar, Santa Luċija, Santa Venera, Sliema, Swieqi, Ta’ Xbiex, Tarxien, Xgħajra, Żurrieq, Mtarfa egy része, Fontana, Għajnsielem egy része, Għarb, Għasri, Kerċem, Munxar, Nadur, Qala, San Lawrenz, Sannat, Xagħra, Xewkija, Żebbuġ, Xlendi Jala egy része és további helyek Thaiföldön |
| 2017. július 12.     | Nyomornegyedek Argentínában: Villa 31, Villa 20, Villa 21-24 (Buenos Aires), Villa Alberti, San Cayetano (La Matanza), Los Pinos (Escobar) |
| 2017. július 18.     | Burgtheater és további látnivalók Ausztriában Deutsche Oper Berlin, Sanssouci és további látnivalók Németországban |
| 2017. július 20.     | Nemzetközi Űrállomás Leticia egy része Látnivalók Tunéziában |
| 2017. július 27.     | Lagos, Ikeja, Ojo, Lekki, Ikorodu egy része, Epe, Badagri és további helyek Nigériában |
| 2017. szeptember 13. | Whakaari, Moutohora-sziget, Mount Tarawera-vízesés, Whirinaki Te Pua-a-Tane Conservation Park, Port Ohope-rakpart |
| 2017. szeptember 26. | Jurubatiba-homokpart Nemzeti Park, Serra dos Órgãos Nemzeti Park, Serra da Bocaina Nemzeti Park, Lençóis Maranhenses Nemzeti Park, Iguaçu Nemzeti Park, Ilha do Mel Állami Park |
| 2017. október 12.    | Siorapaluk, Qaanaaq Quttinirpaaq Nemzeti Park, Grise Fiord, Resolute-öböl |
| 2017. október 28.    | Tórshavn, Klaksvík, Hoyvík, Argir, Vágur, Vestmanna, Tvøroyri, Miðvágur, Sørvágur, Toftir, Saltangará, Kollafjørður, Strendur, Sandavágur, Hvalba, Eiði, Sandur és további helyek Feröeren |
| 2017. november 3.    | Bhímunipatnam, Kailasagiri, Indira Gandhi Állatpark, Ráma Krisna Mission Beach, INS Kursura (S20) Tengeralattjáró Múzeum, Vizianagáram-erőd és további látnivalók Ándhra Pradesben Látnivalók Liguriában |
| 2017. november 18.   | Royal Natal Nemzeti Park, Tugela-vízesés, Otter-túraútvonal, iSimangaliso vizes élőhely, Mapungubwe Nemzeti Park |
| 2017. december 16.   | Cruz Bay és további helyek az Amerikai Virgin-szigeteken Ariel, Beitar Illit, Ma'ale Adumim, Modi'in Illit, Rámalláh, Betlehem, Jerikó és további helyek Ciszjordániában |

## 2018-as frissítések
| Hozzáadás dátuma     | Hely(ek) |
| -------------------- | --- |
| 2018. január 31.     | Ceuta egy része, Melilla egy része |
| 2018. február 5.     | Szürke-gleccser a Torres del Paine Nemzeti Parkban A 2018. évi téli olimpiai játékok és paralimpiai játékok helyszínei |
| 2018. február 13.    | Jizerská padesátka |
| 2018. február 27.    | Monte Pindo |
| 2018. március 6.     | Disney California Adventure, Disney Springs, Disney’s Hollywood Studios, Disney’s Typhoon Lagoon, Epcot, Magic Kingdom, Mickey’s Toontown, Pandora – The World of Avatar |
| 2018. március 9.     | Santa Cruz del Islote |
| 2018. április 9.     | Gold Coast tengerpartja és környéke |
| 2018. április 18.    | Chilkoot-útvonal Nemzeti Történelmi Hely, Forillon Nemzeti Park, Kén-hegyi Kozmikussugárzás-állomás, Kluane Nemzeti Park, Louisbourg-erőd, Louise-tó, Nááts’ihch’oh Nemzeti Park, Nahanni Nemzeti Park, Nyugati Parti Túraútvonal, Port-Royal Nemzeti Történelmi Hely, Quttinirpaaq Nemzeti Park, Terra Nova Nemzeti Park |
| 2018. április 20.    | Ammán egy része, Dzseras egy része, Madaba egy része, Al-Kerak egy része, Vádi Músza egy része, Akaba Ethel Beach és további helyek a Karácsony-szigeten Tikus és további helyek a Kókusz (Keeling)-szigeteken |
| 2018. április 25.    | Látványosságok a Kínai Köztársaságban |
| 2018. május 28.      | A Great Lakes Waterfront Trail 100 kilométeres szakasza |
| 2018. május 29.      | Universidad Iberoamericana |
| 2018. május 30.      | Akaszaka pályaudvar, Akaszaka-micuke pályaudvar, Aszakusza pályaudvar, Ueno pályaudvar, Gaiemmae pályaudvar, Kódzsimacsi pályaudvar, Simbasi pályaudvar, Tacumi pályaudvar, Tameike-szannó pályaudvar, Toranomon pályaudvar, Nisi-Sindzsuku pályaudvar, Roppongi pályaudvar és további pályaudvarok Japánban |
| 2018. június 5.      | Különböző helyek a Sierra de Guadarramában |
| 2018. június 7.      | Északnyugat-Spitzbergák Nemzeti Park, Longyearbyen egy része, Pyramiden, Barentsburg |
| 2018. június 26.     | Watarrka Nemzeti Park, Limmen Nemzeti Park, Simpsons Gap, Larapinta Trail, Nitmiluk Nemzeti Park, Litchfield Nemzeti Park, Finke Gorge Nemzeti Park, West MacDonnell Nemzeti Park, Charles Darwin Nemzeti Park |
| 2018. július 11.     | Bécs, Graz egy része, Linz egy része, Bécsújhely egy része, Kismarton egy része, Baden bei Wien egy része, Innsbruck egy része, Salzburg egy része További helyek Indonéziában Mahacskala, Vlagyikavkaz |
| 2018. július 17.     | Kókusz-sziget, Costa Rica-i Nemzeti Múzeum, Playa Grande, Playa Hermosa, Playa Matapalo, Centro Costarricense de Ciencia y Cultura, Parroquia Nuestra Señora de la Limpia Concepción del Rescate de Ujarrás Ruinas de Cartago és további látnivalók Costa Ricában |
| 2018. július 25.     | Lekki Természetvédelmi Központ, Abuja Millennium Park, Freedom Park, a Királyi Niger Társaság zászlaja, Lagosi Nemzeti Múzeum, Olumo-szikla, Nemzeti Gyermekpark és Állatkert, Tinubu tér, Mount Patti |
| 2018. július 26.     | León Nemzetközi Ballonfesztivál a Parque Metropolitano de Leónban |
| 2018. augusztus 13.  | Cygnus-gázplatform az Északi-tengerben A 2018. évi Ázsiai Játékok néhány helyszíne Indonéziában |
| 2018. szeptember 10. | Bacchus temploma, Bejrúti Nemzeti Múzeum, Dzsaita-barlang, Beaufort vára, Kadisa-völgy, Az Úr cédrusai, Hamra utca, Avenue de Paris, Bejrúti Amerikai Egyetem, Római fürdők, Sursock-ház, Büblosz vára, Szidón vára, Saint Louis vára, El-Suf Cédrus Természetvédelmi Terület, Niha erődje és további látnivalók Libanonban |
| 2018. szeptember 21. | Ómuro-hegy, Dzsogaszaki-partvidék, Komurojama-hegy, Siofuki Park |
| 2018. szeptember 25. | Kalka–Simlá-vasútvonal, Nilgiri hegyi vasút és különböző vasútállomások Indiában Borobudur, Gelora Sriwijaya Stadium, Toba-tó |
| 2018. október 5.     | Frissített képek és további helyek az Amerikai Egyesült Államokban Nemzeti parkok Nyugat-Ausztráliában, frissített képek és további helyek Ausztráliában Frissített képek és további helyek Belgiumban Frissített képek és további helyek Brazíliában Frissített képek és további helyek Dániában Frissített képek és további helyek az Egyesült Királyságban Frissített képek és további helyek Franciaországban Frissített képek és további helyek a Fülöp-szigeteken Frissített képek és további helyek Hollandiában Frissített képek és további helyek Indonéziában Frissített képek és további helyek Írországban Frissített képek és további helyek Japánban Frissített képek és további helyek Kanadában Nairobi, Mombasa, Kisumu, Nakuru, Eldoret, Ruiru egy része, Malindi egy része, Naivasha, Kitui, Machakos egy része, Thika, Nyeri, Garissa egy része, Nanyuki, Meru, Marsabit egy része, Mwingi egy része és további helyek Kenyában Frissített képek és további helyek Magyarországon Frissített képek és további helyek Malajziában Frissített képek és további helyek Mexikóban Frissített képek és további helyek Olaszországban Frissített képek és további helyek Portugáliában Frissített képek és további helyek Spanyolországban Frissített képek és további helyek Svédországban Frissített képek és további helyek Szingapúrban Frissített képek és további helyek Szlovákiában Frissített képek és további helyek Thaiföldön Frissített képek és további helyek Törökországban |
| 2018. október 26.    | A Duna-delta (Sulina-ág, Sfântu Gheorghe-ág), Sulina, Sfântu Gheorghe, Chilia Veche, Crișan |
| 2018. november 30.   | Alto Palermo, Dot Baires, Abasto, Alto Avellaneda, Patio Bullrich, Alcorta Shopping, Soleil Premium Outlet, Distrito Arcos, Alto Rosario, Córdoba Shopping, Alto Noa, Alto Comahue, Ribera Shopping, Mendoza Plaza Shopping |
| 2018. december 10.   | Willemstad, Barber, Brievengat, Santa Catarina, Santa Rosa, Sint Willibrordus, Soto További helyek és frissített képek az Amerikai Egyesült Államokban További helyek és frissített képek az Egyesült Királyságban További helyek és frissített képek Romániában |

## 2019-es frissítések
| Hozzáadás dátuma    | Hely(ek) |
| ------------------- | --- |
| 2019. január 3.     | Shannon |
| 2019. február 13.   | Santo Domingo, Santo Domingo Este, Santiago de los Caballeros |
| 2019. március 5.    | Waikato |
| 2019. március 11.   | Frissített képek az Amerikai Egyesült Államokban Frissített képek Ausztráliában Frissített képek Brazíliában Frissített képek az Egyesült Királyságban Frissített képek Franciaországban Frissített képek a Fülöp-szigeteken Frissített képek Indonéziában Frissített képek Japánban Chibougamau, Red Lake, Tar-sziget, Fort McMurray és frissített képek Kanadában Frissített képek Kolumbiában Lahad Datu és további helyek Malajziában Frissített képek Mexikóban Frissített képek Olaszországban Groznij, Derbent, Mozdok, további helyek és frissített képek Oroszországban Frissített képek Portugáliában Frissített képek Romániában Frissített képek Spanyolországban Frissített képek Szlovákiában Frissített képek Tajvanon Frissített képek Thaiföldön Frissített képek Új-Zélandon |
| 2019. március 25.   | Devon-sziget |
| 2019. március 28.   | Parco Archeologico Urbano di Brancaleone Vetus |
| 2019. április 5.    | Ipswich Nature Centre, Woodlands, Purga Nature Reserve, Ivory's Rock, White Rock Természetvédelmi Park, Robelle Domain, Flinders Peak Természetvédelmi Park |
| 2019. május 26.     | La Moneda palota |
| 2019. május 27.     | Túraútvonalak a Fløyenen |
| 2019. június 12.    | Villa Inflamable, Villa La Carbonilla, Rodrigo Bueno (Buenos Aires) és frissített képek Argentínában |
| 2019. június 24.    | Moravia (Medellín) |
| 2019. július 18.    | Park Way, Sendero de Monserrate, Chorro de Quevedo y calle del Embudo, Parque Santander, Parque de la Independencia, Sendero Ecológico San Francisco, Cerro de Guadalupe, Humedal Santa María del Lago, Parque El Virrey, Usme – Agroparque los Soches, Sendero Las Moyas, Cabildo Indígena Muisca de Bosa, Cerro Gordo, Cementerio Central, Estadio Nemesio Camacho El Campín, Páramo El Verjón, Humedal Córdoba, Museo El Chicó, Humedal La Conejera, Mirador de Los Nevados, Parque Ecológico Soratama, Quebrada Las Delicias, Parque de la 93, Parque el Virrey |
| 2019. július 19.    | Frissített képek az Amerikai Egyesült Államokban Frissített képek Ausztráliában Frissített képek Brazíliában Frissített képek az Egyesült Királyságban Frissített képek Franciaországban Frissített képek a Fülöp-szigeteken Frissített képek Írországban Frissített képek Japánban Frissített képek Kanadában Frissített képek Malajziában Frissített képek Mexikóban Abuja, Gwagwalada, Ibadan, Enugu, Benin City és további helyek Nigériában Frissített képek Olaszországban Frissített képek Spanyolországban Frissített képek Svédországban Frissített képek Szingapúrban Frissített képek Új-Zélandon |
| 2019. augusztus 20. | Tombolo-földhíd, Dogasima hegyi túraútvonal, Norihama-part, Karuno park, Andzsó-fok, Adzsjou Miszaki park, Koganezaki park, Odasze Tenmangu sinto síremlék, túraútvonalak az Imajama-hegy környékén, Umagasze-kilátó és további helyek Japánban |
| 2019. október 26.   | Minszk történelmi belvárosa További helyek és frissített képek a Fülöp-szigeteken További helyek és frissített képek Oroszországban További helyek és frissített képek Törökországban |
| 2019. december 2.   | Picacho Peak Állami Park, Catalina Állami Park, Dead Horse Ranch Állami Park, Patagonia Lake Állami Park, Sonoita Creek Állami Természetvédelmi Terület, Red Rock Állami Park, Lost Dutchman Állami Park és további állami parkok Arizonában |
| 2019. december 5.   | Maasai Mara Nemzeti Rezervátum, Amboseli Nemzeti Rezervátum, Nairobi Nemzeti Park, Mount Kenya Nemzeti Park, Hell’s Gate Nemzeti Park, Samburu Nemzeti Rezervátum, Ol Pejeta Gondnokság, Chyulu Hills Nemzeti Park, Lake Nakuru Nemzeti Park, Meru Nemzeti Park, Mount Longonot Nemzeti Park, Ol Donyo Sabuk, Sibiloi Nemzeti Park, Tsavo East Nemzeti Park, Tsavo West Nemzeti Park, Bisanadi Nemzeti Rezervátum, Aberdare Nemzeti Park, Saiwa Swamp Nemzeti Park, Mount Elgon Nemzeti Park, Kakamega Forest Nemzeti Rezervátum, Ruma Nemzeti Park, Shimba Hills Nemzeti Rezervátum |
| 2019. december 20.  | Mount Field Nemzeti Park, Maria Island Nemzeti Park, Cradle Mountain–Lake St Clair Nemzeti Park Vasco da Gama-oszlop, Portugál kápolna, Malindi Múzeum, Gedi romjai, Jézus erőd |

## 2020-as frissítések
| Hozzáadás dátuma   | Hely(ek) |
| ------------------ | --- |
| 2020. február 5.   | Szingapúr nyilvános étkezdéi |
| 2020. február 13.  | Faházak a Tátrában |
| 2020. február 26.  | Tama Central Park, Curumaki Higasi Park, Takarano Park |
| 2020. május 1.     | Grynedd partvidéke |
| 2020. május 3.     | Royal Canal |
| 2020. május 28.    | Cammino nelle Terre Mutate, Sentiero dei Limoni, Scaletta-hegy, Chersogno-hegy, túraútvonalak a Maira-völgyben és további helyek Olaszországban |
| 2020. június 8.    | Ningaloo-zátony |
| 2020. június 22.   | Klagenfurt am Wörthersee, Villach, Wels, Sankt Pölten, Dornbirn, Steyr, Feldkirch, Bregenz, Wolfsberg, Leoben, Krems an der Donau és további helyek Ausztriában |
| 2020. június 29.   | Az Orta-tó környéke, Szent Julius-sziget |
| 2020. július 3.    | Valle delle Ferriere Természeti Rezervátum |
| 2020. október 20.  | Onkaparinga River Nemzeti Park |
| 2020. november 26. | Brickworks Centre, Casula Mall, Dapto Shopping Centre, Gasworks Plaza, Macquarie Shopping Centre, Malvern Central, Marketown Shopping Centre, Marrickville Metro Shopping Centre, Northbridge Plaza, Ocean Keys Shopping Centre, Pacific Fair Shopping Centre, Royal Randwick Shopping Centre, Stud Park Shopping Centre Bayfair Shopping Centre, Botany Town Centre, Centre City Shopping Centre, Merivale Mall, The Palms Shopping Centre |
| 2020. december 13. | Hanoi egy része, Ho Si Minh-város, Hải Phòng egy része, Hạ Long egy része, Móng Cái egy része, Yên Bái egy része, Huế egy része, Đà Nẵng egy része, Sông Cầu egy része és további helyek Vietnámban |

## 2021-es frissítések
| Hozzáadás dátuma  | Hely(ek) |
| ----------------- | --- |
| 2021. március 11. | Csaophraja |
| 2021. május 25.   | Vasút- és metróállomások Sydneyben |
| 2021. június 21.  | További helyek és frissített képek az Amerikai Egyesült Államokban Gayndah, további helyek és frissített képek Ausztráliában Frissített képek Belgiumban További helyek és frissített képek São Paulóban és Rio de Janeiróban Frissített képek Sztara Zagora és Jambol megyében Frissített képek az Egyesült Királyságban Frissített képek Ontarióban és Brit Columbiában Frissített képek Dániában További helyek és frissített képek Ecuadorban Sétálóutcák Helsinkiben és frissített képek Finnországban További helyek és frissített képek Franciaországban Frissített képek Hollandiában Tuen Mun–Chek Lap Kok összeköttetés és frissített képek Hongkongban Manado–Bitung autópálya, Palembang–Lampung autópálya, további helyek és frissített képek Jáván, Celebeszen és Riauban Nuva-sziget és frissített képek Japánban Néhány utca Balzersben Frissített képek Budapesten és Csongrád-Csanád megyében További helyek és frissített képek Malajziában Frissített képek Mexikóvárosban Frissített képek az A61-es autópályán Frissített képek Olaszországban Frissített képek Portugáliában Sétálóutcák Bodzavásárban Frissített képek Ceutában és Sevillában Utak Grimentzben, Randában, Saas-Almagellben, Saas-Grundban, Saas-Balenben, Eistenben, Bedrettóban, Realpban, Gadmenben és Innertkirchenben, frissített képek Svájcban További helyek Svédország déli részén, Karlstadban, Göteborg és Umeå környékén, Vännäsban és Arvidsjaurban, frissített képek a nagyvárosokban, Gotlandon és Ölandon Frissített képek Szingapúrban Frissített képek Tajvanon Frissített képek Thaiföldön További helyek és frissített képek az Északi-szigeten |